# Населённые пункты Ивановской области в районах (от П до Я)
Численность населения населённых пунктов приведена по данным переписи населения 2010 года, численность населения городских населённых пунктов (посёлков городского типа (рабочих посёлков) и городов) — по оценке на 1 января 2021 года

## Палехский
| №   | Населённый пункт | Тип     | Население |
| --- | ---------------- | ------- | --------- |
| 1   | Анютино          | деревня | 13        |
| 2   | Барское          | деревня | 7         |
| 3   | Барышки          | деревня | 10        |
| 4   | Беликово         | деревня | 25        |
| 5   | Богатищи         | деревня | 9         |
| 6   | Бокари           | деревня | 63        |
| 7   | Борисовка        | деревня | 0         |
| 8   | Бородино         | деревня | 21        |
| 9   | Бражново         | деревня | 25        |
| 10  | Бурдинка         | деревня | 11        |
| 11  | Вареево          | село    | 2         |
| 12  | Верзякино        | деревня | 27        |
| 13  | Воробино         | деревня | 3         |
| 14  | Выставка         | деревня | 0         |
| 15  | Выставка         | деревня | 0         |
| 16  | Гари             | деревня | 1         |
| 17  | Гарино           | деревня | 0         |
| 18  | Городилово       | деревня | 11        |
| 19  | Григорово        | деревня | 8         |
| 20  | Дерягино         | деревня | 4         |
| 21  | Добрячиха        | деревня | 3         |
| 22  | Дорки Большие    | село    | 8         |
| 23  | Дорки Малые      | село    | 33        |
| 24  | Дубоколиха       | деревня | 15        |
| 25  | Дягилево         | деревня | 24        |
| 26  | Еремкино         | деревня | 48        |
| 27  | Жуково           | деревня | 40        |
| 28  | Залесье          | деревня | 5         |
| 29  | Зименки          | деревня | 2         |
| 30  | Зимницы Малые    | деревня | 2         |
| 31  | Зимницы Нагорные | деревня | 2         |
| 32  | Зубиха           | деревня | 58        |
| 33  | Иваново-Ильино   | деревня | 7         |
| 34  | Иваньково        | деревня | 20        |
| 35  | Казаково         | деревня | 6         |
| 36  | Каменново        | деревня | 1         |
| 37  | Киверниково      | деревня | 3         |
| 38  | Киселёво         | деревня | 0         |
| 39  | Клетино          | деревня | 111       |
| 40  | Ковшово          | деревня | 62        |
| 41  | Кожевниково      | деревня | 0         |
| 42  | Колзаки          | деревня | 21        |
| 43  | Конопляново      | деревня | 59        |
| 44  | Костюхино        | деревня | 25        |
| 45  | Кочкино          | деревня | 1         |
| 46  | Красная          | деревня | 6         |
| 47  | Красное          | село    | 91        |
| 48  | Крутцы           | село    | 88        |
| 49  | Кузнечиха        | деревня | 45        |
| 50  | Куракино         | деревня | 1         |
| 51  | Курилиха         | деревня | 2         |
| 52  | Левино           | деревня | 5         |
| 53  | Линёво           | деревня | 22        |
| 54  | Лодыгино         | деревня | 11        |
| 55  | Ломаксино        | деревня | 6         |
| 56  | Ломы             | деревня | 0         |
| 57  | Лужки            | деревня | 202       |
| 58  | Лукино           | деревня | 2         |
| 59  | Майдаково        | село    | 1515      |
| 60  | Маланьино        | деревня | 1         |
| 61  | Малиново         | деревня | 33        |
| 62  | Матюкино         | деревня | 6         |
| 63  | Медвежье         | деревня | 12        |
| 64  | Мелёшино         | село    | 48        |
| 65  | Мокеиха          | деревня | 1         |
| 66  | Морыгино         | деревня | 7         |
| 67  | Мухино           | деревня | 186       |
| 68  | Мясниково        | деревня | 14        |
| 69  | Назарьево        | деревня | 11        |
| 70  | Никитино         | деревня | 1         |
| 71  | Никоново         | деревня | 3         |
| 72  | Новая            | деревня | 24        |
| 73  | Новосёлки        | деревня | 7         |
| 74  | Овсяницы         | деревня | 57        |
| 75  | Окульцево        | деревня | 12        |
| 76  | Олесово          | деревня | 0         |
| 77  | Онучево          | деревня | 6         |
| 78  | Осиновец         | деревня | 28        |
| 79  | Палех            | пгт     | 4633      |
| 80  | Паново           | деревня | 391       |
| 81  | Пахотино         | деревня | 33        |
| 82  | Пеньки           | деревня | 431       |
| 83  | Пестово          | деревня | 0         |
| 84  | Пестово          | деревня | 14        |
| 85  | Петрово          | деревня | 10        |
| 86  | Погорелка        | деревня | 0         |
| 87  | Поддорожново     | деревня | 1         |
| 88  | Подлесново       | деревня | 0         |
| 89  | Подолино         | село    | 140       |
| 90  | Помогалово       | село    | 60        |
| 91  | Понькино         | деревня | 16        |
| 92  | Потанино         | деревня | 7         |
| 93  | Починок          | деревня | 20        |
| 94  | Привалье         | деревня | 2         |
| 95  | Прудово          | деревня | 8         |
| 96  | Раменье          | деревня | 50        |
| 97  | Роглово          | деревня | 6         |
| 98  | Рудильницы       | деревня | 14        |
| 99  | Рыбино           | деревня | 14        |
| 100 | Сакулино         | село    | 174       |
| 101 | Свергино         | деревня | 39        |
| 102 | Сергеево         | деревня | 23        |
| 103 | Смертино         | деревня | 0         |
| 104 | Соймицы          | село    | 189       |
| 105 | Спас-Шелутино    | село    | 0         |
| 106 | Теличново        | деревня | 23        |
| 107 | Терехово         | деревня | 4         |
| 108 | Тёплово          | деревня | 235       |
| 109 | Тименка          | село    | 153       |
| 110 | Углецы           | деревня | 0         |
| 111 | Ульяниха         | деревня | 28        |
| 112 | Фалюшино         | деревня | 6         |
| 113 | Федуриха         | деревня | 16        |
| 114 | Фомино           | деревня | 1         |
| 115 | Фурово           | деревня | 7         |
| 116 | Хмельники        | деревня | 3         |
| 117 | Хотёново         | деревня | 83        |
| 118 | Хрулёво          | деревня | 16        |
| 119 | Шалимово         | деревня | 7         |
| 120 | Шоготово         | деревня | 11        |
| 121 | Шолохово         | деревня | 4         |
| 122 | Щавьево          | деревня | 14        |
| 123 | Юркино           | деревня | 26        |
| 124 | Яковлево         | деревня | 19        |

## Пестяковский
| №   | Населённый пункт | Тип                  | Население |
| --- | ---------------- | -------------------- | --------- |
| 1   | Алексеевка       | деревня              | 0         |
| 2   | Алёхино          | деревня              | 261       |
| 3   | Андреиха         | деревня              | 0         |
| 4   | Анисимово        | деревня              | 1         |
| 5   | Безданное        | деревня              | 0         |
| 6   | Беклемищи        | село                 | 234       |
| 7   | Белая Рамень     | деревня              | 0         |
| 8   | Болобино         | деревня              | 17        |
| 9   | Борисово         | деревня              | 8         |
| 10  | Брюхатово        | деревня              | 0         |
| 11  | Быково           | деревня              | 0         |
| 12  | Васьково         | деревня              | 1         |
| 13  | Вашеевская       | деревня              | 1         |
| 14  | Вашкино          | деревня              | 13        |
| 15  | Вербино          | деревня              | 72        |
| 16  | Верещагино       | деревня              | 3         |
| 17  | Волково          | деревня              | 0         |
| 18  | Воронята         | деревня              | 3         |
| 19  | Гаврилищи        | деревня              | 2         |
| 20  | Галашово         | деревня              | 69        |
| 21  | Георгиевское     | деревня              | 1         |
| 22  | Гогино           | деревня              | 5         |
| 23  | Гомозята         | деревня              | 0         |
| 24  | Грачево          | деревня              | 4         |
| 25  | Григино          | деревня              | 1         |
| 26  | Гуркино          | деревня              | 3         |
| 27  | Давыдово         | деревня              | 0         |
| 28  | Даниловская      | деревня              | 0         |
| 29  | Деменино         | деревня              | 0         |
| 30  | Демидово         | село                 | 419       |
| 31  | Демидово         | деревня              | 2         |
| 32  | Дубовичье        | деревня              | 56        |
| 33  | Емельяново       | деревня              | 0         |
| 34  | Еремята          | деревня              | 2         |
| 35  | Есипово          | деревня              | 0         |
| 36  | Жабки            | деревня              | 0         |
| 37  | Зарубино         | деревня              | 13        |
| 38  | Зубариха         | деревня              | 0         |
| 39  | Иваново          | деревня              | 0         |
| 40  | Игошино          | деревня              | 12        |
| 41  | Иевино           | деревня              | 3         |
| 42  | Карпово          | деревня              | 0         |
| 43  | Керегино         | деревня              | 4         |
| 44  | Кленки           | деревня              | 1         |
| 45  | Козлиха          | деревня              | 5         |
| 46  | Кокуша           | деревня              | 17        |
| 47  | Колобята         | деревня              | 2         |
| 48  | Конашино         | деревня              | 0         |
| 49  | Копань           | деревня              | 0         |
| 50  | Котрохово        | деревня              | 6         |
| 51  | Крупниково       | деревня              | 0         |
| 52  | Крутиково        | деревня              | 3         |
| 53  | Круты            | деревня              | 4         |
| 54  | Кузьминка        | деревня              | 3         |
| 55  | Курмыш           | деревня              | 13        |
| 56  | Лаврушкино       | деревня              | 16        |
| 57  | Лариковка        | деревня              | 0         |
| 58  | Лоханино         | деревня              | 0         |
| 59  | Луканино         | деревня              | 5         |
| 60  | Луполово         | деревня ж.д. станции | 3         |
| 61  | Луполово         | деревня              | 7         |
| 62  | Лыткино          | деревня              | 0         |
| 63  | Макарово         | деревня              | 4         |
| 64  | Малахово         | деревня              | 1         |
| 65  | Малеево          | деревня              | 0         |
| 66  | Марамоново       | деревня              | 0         |
| 67  | Матюгино         | деревня              | 0         |
| 68  | Мешалкино        | деревня              | 1         |
| 69  | Митька           | деревня              | 0         |
| 70  | Михайловская     | деревня              | 9         |
| 71  | Мордвиново       | деревня              | 71        |
| 72  | Мугреевский Бор  | посёлок              | 25        |
| 73  | Неверово-Слобода | деревня              | 260       |
| 74  | Нижний Ландех    | село                 | 630       |
| 75  | Никулино         | село                 | 67        |
| 76  | Ново             | деревня              | 0         |
| 77  | Ново             | деревня              | 0         |
| 78  | Новое Грибово    | деревня              | 2         |
| 79  | Ново-Ивановская  | деревня              | 0         |
| 80  | Осинки           | деревня              | 10        |
| 81  | Палагино         | деревня              | 53        |
| 82  | Панино           | деревня              | 1         |
| 83  | Паршино          | деревня              | 18        |
| 84  | Патреево Большое | деревня              | 0         |
| 85  | Першино          | деревня              | 0         |
| 86  | Пестяки          | пгт                  | 3097      |
| 87  | Петрушино        | деревня              | 0         |
| 88  | Пиманово         | деревня              | 6         |
| 89  | Погорелка        | деревня              | 22        |
| 90  | Поляково         | деревня              | 5         |
| 91  | Порошино         | деревня              | 0         |
| 92  | Потанино         | деревня              | 0         |
| 93  | Похмелино        | деревня              | 9         |
| 94  | Прудки           | деревня              | 6         |
| 95  | Пурешка          | деревня              | 6         |
| 96  | Родино           | деревня              | 0         |
| 97  | Романово         | деревня              | 0         |
| 98  | Рыково           | деревня              | 1         |
| 99  | Саловарово       | деревня              | 3         |
| 100 | Самолюбово       | деревня              | 0         |
| 101 | Сезух            | деревня              | 94        |
| 102 | Семеново         | деревня              | 0         |
| 103 | Скоба            | деревня              | 5         |
| 104 | Сорокино         | деревня              | 3         |
| 105 | Станки           | деревня              | 0         |
| 106 | Старый Сезух     | деревня              | 1         |
| 107 | Стрелка Большая  | деревня              | 6         |
| 108 | Струнята         | деревня              | 0         |
| 109 | Сурки            | деревня              | 0         |
| 110 | Терехино         | деревня              | 0         |
| 111 | Тимагино         | деревня              | 1         |
| 112 | Тимино           | деревня              | 0         |
| 113 | Трухино          | деревня              | 0         |
| 114 | Утка             | деревня              | 0         |
| 115 | Ушево            | деревня              | 2         |
| 116 | Федоровка        | деревня              | 3         |
| 117 | Филенково Второе | деревня              | 0         |
| 118 | Филенково Первое | деревня              | 0         |
| 119 | Филята           | деревня              | 212       |
| 120 | Ханеевка         | деревня              | 8         |
| 121 | Худяково         | деревня              | 0         |
| 122 | Черепово         | деревня              | 10        |
| 123 | Черновская       | деревня              | 13        |
| 124 | Чуркино          | деревня              | 2         |
| 125 | Шалаево          | деревня              | 206       |
| 126 | Шалганово        | деревня              | 5         |
| 127 | Шестаково        | деревня              | 3         |
| 128 | Шеята            | деревня              | 0         |
| 129 | Шиловская        | деревня              | 1         |
| 130 | Шихири           | деревня              | 1         |
| 131 | Шлыково          | деревня              | 20        |
| 132 | Щербинино        | деревня              | 28        |
| 133 | Якушево          | деревня              | 3         |

## Приволжский
| №   | Населённый пункт | Тип     | Население |
| --- | ---------------- | ------- | --------- |
| 1   | Андреевское      | деревня | 39        |
| 2   | Анненское        | деревня | 6         |
| 3   | Антоново         | деревня | 12        |
| 4   | Барашово         | деревня | 40        |
| 5   | Благинино        | деревня | 59        |
| 6   | Борисково        | деревня | 45        |
| 7   | Бродки           | деревня | 2         |
| 8   | Ванино           | деревня | 0         |
| 9   | Василево         | деревня | 145       |
| 10  | Васильевское     | деревня | 70        |
| 11  | Васильчинино     | село    | 15        |
| 12  | Васькин Поток    | деревня | 144       |
| 13  | Выголово         | деревня | 18        |
| 14  | Георгиевское     | село    | 30        |
| 15  | Горки            | деревня | 62        |
| 16  | Горки-Чириковы   | село    | 354       |
| 17  | Горшково         | деревня | 84        |
| 18  | Грязки           | деревня | 21        |
| 19  | Данилково        | деревня | 44        |
| 20  | Драчево          | деревня | 8         |
| 21  | Дудкино          | деревня | 48        |
| 22  | Еропкино         | село    | 39        |
| 23  | Ивановское       | село    | 30        |
| 24  | Ивашково         | деревня | 5         |
| 25  | Иголково         | деревня | 8         |
| 26  | Ильицыно         | деревня | 2         |
| 27  | Ингарь           | село    | 1118      |
| 28  | Карбушево        | деревня | 10        |
| 29  | Касимовка        | деревня | 10        |
| 30  | Климово          | деревня | 1         |
| 31  | Ковалево         | деревня | 9         |
| 32  | Козлово          | деревня | 1         |
| 33  | Колышино         | деревня | 287       |
| 34  | Коровино         | деревня | 10        |
| 35  | Косиково         | деревня | 30        |
| 36  | Котельницы       | деревня | 8         |
| 37  | Кочергино        | деревня | 0         |
| 38  | Красинское       | село    | 120       |
| 39  | Кренево          | деревня | 18        |
| 40  | Куделиха         | деревня | 0         |
| 41  | Кунестино        | село    | 190       |
| 42  | Кунистино Малое  | деревня | 89        |
| 43  | Курочкино        | деревня | 0         |
| 44  | Лаптиха          | деревня | 0         |
| 45  | Левашиха         | деревня | 1         |
| 46  | Лещёво           | деревня | 22        |
| 47  | Лодыгино         | деревня | 0         |
| 48  | Макарово         | деревня | 3         |
| 49  | Мальцево         | деревня | 15        |
| 50  | Меленки          | деревня | 28        |
| 51  | Мелехово         | село    | 27        |
| 52  | Мескорицы        | деревня | 5         |
| 53  | Миловка          | село    | 32        |
| 54  | Митино           | деревня | 35        |
| 55  | Михалево         | деревня | 5         |
| 56  | Неверово         | деревня | 0         |
| 57  | Неданки          | деревня | 12        |
| 58  | Новинское        | село    | 8         |
| 59  | Новое            | село    | 624       |
| 60  | Ногино           | село    | 44        |
| 61  | Обернишино       | деревня | 0         |
| 62  | Оделево          | село    | 1         |
| 63  | Орешки           | деревня | 4         |
| 64  | Парушево         | деревня | 90        |
| 65  | Пеньки           | село    | 72        |
| 66  | Перемилово       | деревня | 8         |
| 67  | Петровское       | деревня | 10        |
| 68  | Петрунино        | деревня | 7         |
| 69  | Плёс             | город   | 1896      |
| 70  | Поверстное       | село    | 198       |
| 71  | Поддубново       | деревня | 9         |
| 72  | Полозище         | деревня | 23        |
| 73  | Полутиха         | деревня | 2         |
| 74  | Попково          | деревня | 11        |
| 75  | Приволжск        | город   | 14 332    |
| 76  | Северцево        | село    | 635       |
| 77  | Скородумка       | деревня | 4         |
| 78  | Спасское         | деревня | 62        |
| 79  | Татищево         | деревня | 2         |
| 80  | Утёс             | посёлок | 185       |
| 81  | Филисово         | деревня | 116       |
| 82  | Церковное        | деревня | 7         |
| 83  | Шаляпино         | деревня | 5         |
| 84  | Режево           | деревня | 1         |
| 85  | Рогачёво         | деревня | 60        |
| 86  | Рождествено      | село    | 342       |
| 87  | Русиха           | деревня | 4         |
| 88  | Рылково          | деревня | 14        |
| 89  | Рыспаево         | деревня | 6         |
| 90  | Ряполово         | деревня | 25        |
| 91  | Сандырево        | деревня | 23        |
| 92  | Сараево          | село    | 122       |
| 93  | Селиверстово     | деревня | 7         |
| 94  | Стафилово        | деревня | 18        |
| 95  | Столово          | деревня | 6         |
| 96  | Тарханово        | деревня | 107       |
| 97  | Толпыгино        | село    | 534       |
| 98  | Удиха            | деревня | 3         |
| 99  | Укладницы        | деревня | 12        |
| 100 | Федорище         | деревня | 351       |
| 101 | Фроловка         | деревня | 0         |
| 102 | Храпуново        | деревня | 7         |
| 103 | Шербинино        | деревня | 44        |
| 104 | Шилово           | деревня | 3         |
| 105 | Ширяиха          | деревня | 38        |
| 106 | Шолгомошь        | деревня | 0         |

## Пучежский
| №   | Населённый пункт     | Тип     | Население                                                                                  |
| --- | -------------------- | ------- | ------------------------------------------------------------------------------------------ |
| 1   | Адюшкино             | деревня | 0                                                                                          |
| 2   | Александрово         | деревня | 0                                                                                          |
| 3   | Александрово         | деревня | 8                                                                                          |
| 4   | Анисимиха            | деревня | 3                                                                                          |
| 5   | Арефинская           | деревня | 1                                                                                          |
| 6   | Бакланиха            | деревня | 0                                                                                          |
| 7   | Балмышево            | деревня | 6                                                                                          |
| 8   | Бараново             | деревня | 0                                                                                          |
| 9   | Баскино              | деревня | 16                                                                                         |
| 10  | Бедрино              | деревня | 3                                                                                          |
| 11  | Безводново           | деревня | 2                                                                                          |
| 12  | Безделово            | деревня | 0                                                                                          |
| 13  | Безделово            | деревня | 3                                                                                          |
| 14  | Беляево              | деревня | 0                                                                                          |
| 15  | Блинново             | деревня | 15                                                                                         |
| 16  | Бобры                | деревня | 0                                                                                          |
| 17  | Болсово              | деревня | 0                                                                                          |
| 18  | Борисенки            | деревня | 38                                                                                         |
| 19  | Борисово             | деревня | 1                                                                                          |
| 20  | Букино               | деревня | 7                                                                                          |
| 21  | Быково               | деревня | 0                                                                                          |
| 22  | Вандышиха            | деревня | 2                                                                                          |
| 23  | Васильково           | деревня | 9                                                                                          |
| 24  | Вахрино              | деревня | 0                                                                                          |
| 25  | Вахрушиха            | деревня | 2                                                                                          |
| 26  | Вербиха              | деревня | 14                                                                                         |
| 27  | Верещагино           | деревня | 36                                                                                         |
| 28  | Верещагино-Подлесное | деревня | 0                                                                                          |
| 29  | Взглядово            | деревня | 3                                                                                          |
| 30  | Войново              | деревня | 26                                                                                         |
| 31  | Волкопялово          | деревня | 0                                                                                          |
| 32  | Вонявино             | деревня | 0                                                                                          |
| 33  | Воронцово            | село    | 8                                                                                          |
| 34  | Вшивково             | деревня | 2                                                                                          |
| 35  | Галашино             | деревня | 8                                                                                          |
| 36  | Ганино               | деревня | 2                                                                                          |
| 37  | Гари                 | деревня | 27                                                                                         |
| 38  | Голыгино             | деревня | 0                                                                                          |
| 39  | Горбуниха            | деревня | 0                                                                                          |
| 40  | Горево               | деревня | 0                                                                                          |
| 41  | Горелки              | деревня | 0                                                                                          |
| 42  | Горлиха              | деревня | 1                                                                                          |
| 43  | Гранино              | деревня | 15                                                                                         |
| 44  | Гребениха            | деревня | 0                                                                                          |
| 45  | Гремячево Верхнее    | деревня | 9                                                                                          |
| 46  | Громылиха            | деревня | 1                                                                                          |
| 47  | Губинская            | деревня | 162                                                                                        |
| 48  | Гусаринки            | деревня | 12                                                                                         |
| 49  | Даньшино             | деревня | 1                                                                                          |
| 50  | Двойничиха           | деревня | 10                                                                                         |
| 51  | Девкина Гора         | деревня | 1                                                                                          |
| 52  | Девкино              | деревня | 0                                                                                          |
| 53  | Дедуслово            | деревня | 6                                                                                          |
| 54  | Демиха               | деревня | 1                                                                                          |
| 55  | Дербино              | деревня | 2                                                                                          |
| 56  | Дмитриево Большое    | деревня | 205                                                                                        |
| 57  | Долгово              | деревня | 0                                                                                          |
| 58  | Дроздиха             | деревня | 154                                                                                        |
| 59  | Дубново              | деревня | 299                                                                                        |
| 60  | Дудино               | деревня | 4                                                                                          |
| 61  | Душино               | деревня | 2                                                                                          |
| 62  | Дынино               | деревня | 11                                                                                         |
| 63  | Дятлиха              | деревня | 0                                                                                          |
| 64  | Елино                | деревня | 0                                                                                          |
| 65  | Жабрево              | деревня | 1                                                                                          |
| 66  | Жуково               | деревня | 1                                                                                          |
| 67  | Жуковская            | деревня | 0                                                                                          |
| 68  | Заимка               | деревня | 0                                                                                          |
| 69  | Зарайское            | село    | 230                                                                                        |
| 70  | Заскочиха            | деревня | 0                                                                                          |
| 71  | Затеиха              | деревня | 485                                                                                        |
| 72  | Иваниха              | деревня | 8                                                                                          |
| 73  | Ильинское            | деревня | 3                                                                                          |
| 74  | Илья-Высоково        | село    | 674                                                                                        |
| 75  | Инаиха               | деревня | 1                                                                                          |
| 76  | Камешки Большие      | деревня | 18                                                                                         |
| 77  | Кандаурово           | село    | 209                                                                                        |
| 78  | Карпиха              | деревня | 0                                                                                          |
| 79  | Кашино               | деревня | 0                                                                                          |
| 80  | Климушино Большое    | деревня | 188                                                                                        |
| 81  | Кобылино             | деревня | 0                                                                                          |
| 82  | Комарово             | деревня | 5                                                                                          |
| 83  | Кондратово           | деревня | 3                                                                                          |
| 84  | Копосиха             | деревня | 3                                                                                          |
| 85  | Копосиха             | деревня | 3                                                                                          |
| 86  | Кораблево            | деревня | 178                                                                                        |
| 87  | Короваево            | деревня | 8                                                                                          |
| 88  | Косолапиха           | деревня | 22                                                                                         |
| 89  | Косяково             | деревня | 9                                                                                          |
| 90  | Кошелево             | деревня | 4                                                                                          |
| 91  | Красная Гора         | деревня | 0                                                                                          |
| 92  | Крестьяновская       | деревня | 14                                                                                         |
| 93  | Круглово             | деревня | 0                                                                                          |
| 94  | Круглово             | деревня | 3                                                                                          |
| 95  | Крупино              | деревня | 15                                                                                         |
| 96  | Крутцы               | деревня | 1                                                                                          |
| 97  | Крутцы               | деревня | 9                                                                                          |
| 98  | Кузьминская          | деревня | 0                                                                                          |
| 99  | Кулижново            | деревня | 2                                                                                          |
| 100 | Курдумово            | деревня | 4                                                                                          |
| 101 | Лежебоково           | деревня | 17                                                                                         |
| 102 | Леонидово            | деревня | 1                                                                                          |
| 103 | Летнево              | деревня | 299                                                                                        |
| 104 | Лисино               | деревня | 0                                                                                          |
| 105 | Лисиха               | деревня | 9                                                                                          |
| 106 | Листье               | село    | 17                                                                                         |
| 107 | Лихуниха             | деревня | 18                                                                                         |
| 108 | Лодыгино             | деревня | 0                                                                                          |
| 109 | Луговое              | деревня | 0                                                                                          |
| 110 | Луговое Большое      | деревня | 11                                                                                         |
| 111 | Лужинки              | село    | 82                                                                                         |
| 112 | Лукино               | деревня | 0                                                                                          |
| 113 | Лукинская            | деревня | 16                                                                                         |
| 114 | Луконино             | деревня | 17                                                                                         |
| 115 | Льгово               | деревня | 16                                                                                         |
| 116 | Лямтюгино            | деревня | 1                                                                                          |
| 117 | Манино               | деревня | 0                                                                                          |
| 118 | Марищи               | деревня | 134                                                                                        |
| 119 | Марковская           | деревня | 0                                                                                          |
| 120 | Марковская           | деревня | 3                                                                                          |
| 121 | Маслово              | деревня | 0                                                                                          |
| 122 | Матасиха             | деревня | 0                                                                                          |
| 123 | Медведки             | деревня | 1                                                                                          |
| 124 | Медведково           | деревня | 0                                                                                          |
| 125 | Медвежье             | деревня | 0                                                                                          |
| 126 | Мельничное           | деревня | 51                                                                                         |
| 127 | Мехово               | деревня | 12                                                                                         |
| 128 | Михеиха              | деревня | 0                                                                                          |
| 129 | Мортки               | село    | 103                                                                                        |
| 130 | Мостовиха            | деревня | 1                                                                                          |
| 131 | Мостовка             | деревня | 17                                                                                         |
| 132 | Мохниха              | деревня | 0                                                                                          |
| 133 | Мякотиха             | деревня | 2                                                                                          |
| 134 | Нагаево              | деревня | 4                                                                                          |
| 135 | Насониха             | деревня | 1                                                                                          |
| 136 | Небучино             | деревня | Получено слишком много сущностей из Викиданные. Количество загруженных сущностей: 500/500. |
| 137 | Нестерово            | деревня | Получено слишком много сущностей из Викиданные. Количество загруженных сущностей: 500/500. |
| 138 | Неупокоиха           | деревня | Получено слишком много сущностей из Викиданные. Количество загруженных сущностей: 500/500. |
| 139 | Нечайково            | деревня | Получено слишком много сущностей из Викиданные. Количество загруженных сущностей: 500/500. |
| 140 | Овсяничиха           | деревня | Получено слишком много сущностей из Викиданные. Количество загруженных сущностей: 500/500. |
| 141 | Оржанники            | деревня | Получено слишком много сущностей из Викиданные. Количество загруженных сущностей: 500/500. |
| 142 | Осиха                | деревня | Получено слишком много сущностей из Викиданные. Количество загруженных сущностей: 500/500. |
| 143 | Осташково            | деревня | Получено слишком много сущностей из Викиданные. Количество загруженных сущностей: 500/500. |
| 144 | Павелково            | деревня | Получено слишком много сущностей из Викиданные. Количество загруженных сущностей: 500/500. |
| 145 | Палашино             | деревня | Получено слишком много сущностей из Викиданные. Количество загруженных сущностей: 500/500. |
| 146 | Паличное             | деревня | Получено слишком много сущностей из Викиданные. Количество загруженных сущностей: 500/500. |
| 147 | Панкратиха           | деревня | Получено слишком много сущностей из Викиданные. Количество загруженных сущностей: 500/500. |
| 148 | Панюшиха             | деревня | Получено слишком много сущностей из Викиданные. Количество загруженных сущностей: 500/500. |
| 149 | Паучиха              | деревня | Получено слишком много сущностей из Викиданные. Количество загруженных сущностей: 500/500. |
| 150 | Пахомовская          | деревня | Получено слишком много сущностей из Викиданные. Количество загруженных сущностей: 500/500. |
| 151 | Пеньки               | деревня | Получено слишком много сущностей из Викиданные. Количество загруженных сущностей: 500/500. |
| 152 | Первуниха            | деревня | Получено слишком много сущностей из Викиданные. Количество загруженных сущностей: 500/500. |
| 153 | Петрово              | село    | Получено слишком много сущностей из Викиданные. Количество загруженных сущностей: 500/500. |
| 154 | Плешаково            | деревня | Получено слишком много сущностей из Викиданные. Количество загруженных сущностей: 500/500. |
| 155 | Плешково             | деревня | Получено слишком много сущностей из Викиданные. Количество загруженных сущностей: 500/500. |
| 156 | Плосково             | деревня | Получено слишком много сущностей из Викиданные. Количество загруженных сущностей: 500/500. |
| 157 | Плоцково             | деревня | Получено слишком много сущностей из Викиданные. Количество загруженных сущностей: 500/500. |
| 158 | Плужниково           | деревня | Получено слишком много сущностей из Викиданные. Количество загруженных сущностей: 500/500. |
| 159 | Повалихино           | деревня | Получено слишком много сущностей из Викиданные. Количество загруженных сущностей: 500/500. |
| 160 | Погорелка            | деревня | Получено слишком много сущностей из Викиданные. Количество загруженных сущностей: 500/500. |
| 161 | Подвигаи             | деревня | Получено слишком много сущностей из Викиданные. Количество загруженных сущностей: 500/500. |
| 162 | Подсосенье           | деревня | Получено слишком много сущностей из Викиданные. Количество загруженных сущностей: 500/500. |
| 163 | Полозиха             | деревня | Получено слишком много сущностей из Викиданные. Количество загруженных сущностей: 500/500. |
| 164 | Попереково           | деревня | Получено слишком много сущностей из Викиданные. Количество загруженных сущностей: 500/500. |
| 165 | Поповка              | деревня | Получено слишком много сущностей из Викиданные. Количество загруженных сущностей: 500/500. |
| 166 | Поселихино           | деревня | Получено слишком много сущностей из Викиданные. Количество загруженных сущностей: 500/500. |
| 167 | Привалово            | деревня | Получено слишком много сущностей из Викиданные. Количество загруженных сущностей: 500/500. |
| 168 | Протасиха Большая    | деревня | Получено слишком много сущностей из Викиданные. Количество загруженных сущностей: 500/500. |
| 169 | Протасиха Малая      | деревня | Получено слишком много сущностей из Викиданные. Количество загруженных сущностей: 500/500. |
| 170 | Пустынь              | деревня | Получено слишком много сущностей из Викиданные. Количество загруженных сущностей: 500/500. |
| 171 | Пустынь              | деревня | Получено слишком много сущностей из Викиданные. Количество загруженных сущностей: 500/500. |
| 172 | Пучеж                | город   | Получено слишком много сущностей из Викиданные. Количество загруженных сущностей: 500/500. |
| 173 | Пятница-Высоково     | деревня | Получено слишком много сущностей из Викиданные. Количество загруженных сущностей: 500/500. |
| 174 | Пятуниха             | деревня | Получено слишком много сущностей из Викиданные. Количество загруженных сущностей: 500/500. |
| 175 | Раздирашки           | деревня | Получено слишком много сущностей из Викиданные. Количество загруженных сущностей: 500/500. |
| 176 | Рассадино            | деревня | Получено слишком много сущностей из Викиданные. Количество загруженных сущностей: 500/500. |
| 177 | Репино Малое         | деревня | Получено слишком много сущностей из Викиданные. Количество загруженных сущностей: 500/500. |
| 178 | Рябово               | деревня | Получено слишком много сущностей из Викиданные. Количество загруженных сущностей: 500/500. |
| 179 | Савинская            | деревня | Получено слишком много сущностей из Викиданные. Количество загруженных сущностей: 500/500. |
| 180 | Савиха               | деревня | Получено слишком много сущностей из Викиданные. Количество загруженных сущностей: 500/500. |
| 181 | Салагузиха           | деревня | Получено слишком много сущностей из Викиданные. Количество загруженных сущностей: 500/500. |
| 182 | Сапожки              | деревня | Получено слишком много сущностей из Викиданные. Количество загруженных сущностей: 500/500. |
| 183 | Севрюгино            | деревня | Получено слишком много сущностей из Викиданные. Количество загруженных сущностей: 500/500. |
| 184 | Сеготь               | село    | Получено слишком много сущностей из Викиданные. Количество загруженных сущностей: 500/500. |
| 185 | Село Большое         | деревня | Получено слишком много сущностей из Викиданные. Количество загруженных сущностей: 500/500. |
| 186 | Селькино             | деревня | Получено слишком много сущностей из Викиданные. Количество загруженных сущностей: 500/500. |
| 187 | Серковская           | деревня | Получено слишком много сущностей из Викиданные. Количество загруженных сущностей: 500/500. |
| 188 | Сивково              | деревня | Получено слишком много сущностей из Викиданные. Количество загруженных сущностей: 500/500. |
| 189 | Слиньково            | деревня | #Н/Д                                                                                       |
| 190 | Смагино              | деревня | Получено слишком много сущностей из Викиданные. Количество загруженных сущностей: 500/500. |
| 191 | Соколово Большое     | деревня | Получено слишком много сущностей из Викиданные. Количество загруженных сущностей: 500/500. |
| 192 | Соколово Малое       | деревня | Получено слишком много сущностей из Викиданные. Количество загруженных сущностей: 500/500. |
| 193 | Соловьёво            | деревня | Получено слишком много сущностей из Викиданные. Количество загруженных сущностей: 500/500. |
| 194 | Солодихино           | деревня | Получено слишком много сущностей из Викиданные. Количество загруженных сущностей: 500/500. |
| 195 | Сорвачево            | деревня | Получено слишком много сущностей из Викиданные. Количество загруженных сущностей: 500/500. |
| 196 | Столбуниха           | деревня | Получено слишком много сущностей из Викиданные. Количество загруженных сущностей: 500/500. |
| 197 | Стрелка              | деревня | Получено слишком много сущностей из Викиданные. Количество загруженных сущностей: 500/500. |
| 198 | Стрелка Подлесная    | деревня | Получено слишком много сущностей из Викиданные. Количество загруженных сущностей: 500/500. |
| 199 | Струбново            | деревня | Получено слишком много сущностей из Викиданные. Количество загруженных сущностей: 500/500. |
| 200 | Сувориха             | деревня | Получено слишком много сущностей из Викиданные. Количество загруженных сущностей: 500/500. |
| 201 | Таковая              | деревня | Получено слишком много сущностей из Викиданные. Количество загруженных сущностей: 500/500. |
| 202 | Татариха             | деревня | Получено слишком много сущностей из Викиданные. Количество загруженных сущностей: 500/500. |
| 203 | Тетериха             | деревня | Получено слишком много сущностей из Викиданные. Количество загруженных сущностей: 500/500. |
| 204 | Тишино               | деревня | Получено слишком много сущностей из Викиданные. Количество загруженных сущностей: 500/500. |
| 205 | Трошино              | деревня | Получено слишком много сущностей из Викиданные. Количество загруженных сущностей: 500/500. |
| 206 | Трухинская           | деревня | Получено слишком много сущностей из Викиданные. Количество загруженных сущностей: 500/500. |
| 207 | Умеково              | деревня | Получено слишком много сущностей из Викиданные. Количество загруженных сущностей: 500/500. |
| 208 | Усово                | деревня | Получено слишком много сущностей из Викиданные. Количество загруженных сущностей: 500/500. |
| 209 | Утюгово              | деревня | Получено слишком много сущностей из Викиданные. Количество загруженных сущностей: 500/500. |
| 210 | Ушибиха              | деревня | Получено слишком много сущностей из Викиданные. Количество загруженных сущностей: 500/500. |
| 211 | Федотиха             | деревня | Получено слишком много сущностей из Викиданные. Количество загруженных сущностей: 500/500. |
| 212 | Федотово             | деревня | Получено слишком много сущностей из Викиданные. Количество загруженных сущностей: 500/500. |
| 213 | Федурино             | деревня | Получено слишком много сущностей из Викиданные. Количество загруженных сущностей: 500/500. |
| 214 | Харькино             | деревня | Получено слишком много сущностей из Викиданные. Количество загруженных сущностей: 500/500. |
| 215 | Хахалиха             | деревня | Получено слишком много сущностей из Викиданные. Количество загруженных сущностей: 500/500. |
| 216 | Хмелеватово          | деревня | Получено слишком много сущностей из Викиданные. Количество загруженных сущностей: 500/500. |
| 217 | Хмелеватово          | деревня | Получено слишком много сущностей из Викиданные. Количество загруженных сущностей: 500/500. |
| 218 | Чабышево Верхнее     | деревня | Получено слишком много сущностей из Викиданные. Количество загруженных сущностей: 500/500. |
| 219 | Чабышево Нижнее      | деревня | Получено слишком много сущностей из Викиданные. Количество загруженных сущностей: 500/500. |
| 220 | Чадуево              | деревня | Получено слишком много сущностей из Викиданные. Количество загруженных сущностей: 500/500. |
| 221 | Чернополово          | деревня | Получено слишком много сущностей из Викиданные. Количество загруженных сущностей: 500/500. |
| 222 | Четвертинино         | деревня | Получено слишком много сущностей из Викиданные. Количество загруженных сущностей: 500/500. |
| 223 | Шепелино             | деревня | Получено слишком много сущностей из Викиданные. Количество загруженных сущностей: 500/500. |
| 224 | Шихириха             | деревня | Получено слишком много сущностей из Викиданные. Количество загруженных сущностей: 500/500. |
| 225 | Шишкино              | деревня | Получено слишком много сущностей из Викиданные. Количество загруженных сущностей: 500/500. |
| 226 | Шпенево              | деревня | Получено слишком много сущностей из Викиданные. Количество загруженных сущностей: 500/500. |
| 227 | Шубино               | деревня | Получено слишком много сущностей из Викиданные. Количество загруженных сущностей: 500/500. |
| 228 | Щукино               | деревня | Получено слишком много сущностей из Викиданные. Количество загруженных сущностей: 500/500. |
| 229 | Юрьево               | деревня | Получено слишком много сущностей из Викиданные. Количество загруженных сущностей: 500/500. |
| 230 | Юшково               | деревня | Получено слишком много сущностей из Викиданные. Количество загруженных сущностей: 500/500. |
| 231 | Яблоново             | деревня | Получено слишком много сущностей из Викиданные. Количество загруженных сущностей: 500/500. |
| 232 | Язвицы               | деревня | Получено слишком много сущностей из Викиданные. Количество загруженных сущностей: 500/500. |
| 233 | Якуниха              | деревня | Получено слишком много сущностей из Викиданные. Количество загруженных сущностей: 500/500. |
| 234 | Ямново               | деревня | Получено слишком много сущностей из Викиданные. Количество загруженных сущностей: 500/500. |
| 235 | Ячмень               | село    | Получено слишком много сущностей из Викиданные. Количество загруженных сущностей: 500/500. |

## Родниковский
| №   | Населённый пункт   | Тип                  | Население                                                                                  |
| --- | ------------------ | -------------------- | ------------------------------------------------------------------------------------------ |
| 1   | Аксеньково         | деревня              | Получено слишком много сущностей из Викиданные. Количество загруженных сущностей: 500/500. |
| 2   | Алешково           | деревня              | Получено слишком много сущностей из Викиданные. Количество загруженных сущностей: 500/500. |
| 3   | Андреевское        | деревня              | Получено слишком много сущностей из Викиданные. Количество загруженных сущностей: 500/500. |
| 4   | Андрониха          | деревня              | Получено слишком много сущностей из Викиданные. Количество загруженных сущностей: 500/500. |
| 5   | Андрониха          | деревня              | Получено слишком много сущностей из Викиданные. Количество загруженных сущностей: 500/500. |
| 6   | Аферково           | деревня              | Получено слишком много сущностей из Викиданные. Количество загруженных сущностей: 500/500. |
| 7   | Афонасово          | деревня              | Получено слишком много сущностей из Викиданные. Количество загруженных сущностей: 500/500. |
| 8   | Ахидовка           | деревня              | Получено слишком много сущностей из Викиданные. Количество загруженных сущностей: 500/500. |
| 9   | Беловское          | деревня              | Получено слишком много сущностей из Викиданные. Количество загруженных сущностей: 500/500. |
| 10  | Бердюково          | деревня              | Получено слишком много сущностей из Викиданные. Количество загруженных сущностей: 500/500. |
| 11  | Березники          | деревня              | Получено слишком много сущностей из Викиданные. Количество загруженных сущностей: 500/500. |
| 12  | Боброково          | деревня              | Получено слишком много сущностей из Викиданные. Количество загруженных сущностей: 500/500. |
| 13  | Бобры              | деревня              | Получено слишком много сущностей из Викиданные. Количество загруженных сущностей: 500/500. |
| 14  | Болотново          | село                 | Получено слишком много сущностей из Викиданные. Количество загруженных сущностей: 500/500. |
| 15  | Болтино            | деревня              | Получено слишком много сущностей из Викиданные. Количество загруженных сущностей: 500/500. |
| 16  | Борис-Глеб         | деревня              | Получено слишком много сущностей из Викиданные. Количество загруженных сущностей: 500/500. |
| 17  | Бортницы           | село                 | Получено слишком много сущностей из Викиданные. Количество загруженных сущностей: 500/500. |
| 18  | Борщево            | деревня              | Получено слишком много сущностей из Викиданные. Количество загруженных сущностей: 500/500. |
| 19  | Буково             | деревня              | Получено слишком много сущностей из Викиданные. Количество загруженных сущностей: 500/500. |
| 20  | Бураково           | деревня              | Получено слишком много сущностей из Викиданные. Количество загруженных сущностей: 500/500. |
| 21  | Бутырки            | деревня              | Получено слишком много сущностей из Викиданные. Количество загруженных сущностей: 500/500. |
| 22  | Бухарино           | деревня              | Получено слишком много сущностей из Викиданные. Количество загруженных сущностей: 500/500. |
| 23  | Варвариха          | деревня              | Получено слишком много сущностей из Викиданные. Количество загруженных сущностей: 500/500. |
| 24  | Ведрово            | деревня              | Получено слишком много сущностей из Викиданные. Количество загруженных сущностей: 500/500. |
| 25  | Воронцово          | село                 | Получено слишком много сущностей из Викиданные. Количество загруженных сущностей: 500/500. |
| 26  | Ворсино            | деревня              | Получено слишком много сущностей из Викиданные. Количество загруженных сущностей: 500/500. |
| 27  | Воскресенское      | деревня              | Получено слишком много сущностей из Викиданные. Количество загруженных сущностей: 500/500. |
| 28  | Выползово          | деревня              | Получено слишком много сущностей из Викиданные. Количество загруженных сущностей: 500/500. |
| 29  | Вязово             | деревня              | Получено слишком много сущностей из Викиданные. Количество загруженных сущностей: 500/500. |
| 30  | Гаврилково         | деревня              | Получено слишком много сущностей из Викиданные. Количество загруженных сущностей: 500/500. |
| 31  | Ганино             | деревня              | Получено слишком много сущностей из Викиданные. Количество загруженных сущностей: 500/500. |
| 32  | Гари               | деревня              | Получено слишком много сущностей из Викиданные. Количество загруженных сущностей: 500/500. |
| 33  | Глазково           | деревня              | Получено слишком много сущностей из Викиданные. Количество загруженных сущностей: 500/500. |
| 34  | Голыгино           | деревня              | Получено слишком много сущностей из Викиданные. Количество загруженных сущностей: 500/500. |
| 35  | Гордяковка         | деревня              | Получено слишком много сущностей из Викиданные. Количество загруженных сущностей: 500/500. |
| 36  | Горкино            | деревня              | Получено слишком много сущностей из Викиданные. Количество загруженных сущностей: 500/500. |
| 37  | Горкино            | село                 |                                                                                            |
| 38  | Гридиха            | деревня              | Получено слишком много сущностей из Викиданные. Количество загруженных сущностей: 500/500. |
| 39  | Дворянское         | деревня              | Получено слишком много сущностей из Викиданные. Количество загруженных сущностей: 500/500. |
| 40  | Дегтярново         | деревня              | Получено слишком много сущностей из Викиданные. Количество загруженных сущностей: 500/500. |
| 41  | Деменово           | деревня              | Получено слишком много сущностей из Викиданные. Количество загруженных сущностей: 500/500. |
| 42  | Деревеньки         | село                 | Получено слишком много сущностей из Викиданные. Количество загруженных сущностей: 500/500. |
| 43  | Дружиниха          | деревня              | Получено слишком много сущностей из Викиданные. Количество загруженных сущностей: 500/500. |
| 44  | Дудкино            | деревня              | Получено слишком много сущностей из Викиданные. Количество загруженных сущностей: 500/500. |
| 45  | Дунильцево Большое | деревня              | Получено слишком много сущностей из Викиданные. Количество загруженных сущностей: 500/500. |
| 46  | Дылёво             | деревня              | Получено слишком много сущностей из Викиданные. Количество загруженных сущностей: 500/500. |
| 47  | Дягилево           | деревня              | Получено слишком много сущностей из Викиданные. Количество загруженных сущностей: 500/500. |
| 48  | Жжониха            | деревня              | Получено слишком много сущностей из Викиданные. Количество загруженных сущностей: 500/500. |
| 49  | Захариха           | деревня              | Получено слишком много сущностей из Викиданные. Количество загруженных сущностей: 500/500. |
| 50  | Зименки            | деревня              | Получено слишком много сущностей из Викиданные. Количество загруженных сущностей: 500/500. |
| 51  | Иваниха            | деревня              | Получено слишком много сущностей из Викиданные. Количество загруженных сущностей: 500/500. |
| 52  | Иваново            | деревня              | Получено слишком много сущностей из Викиданные. Количество загруженных сущностей: 500/500. |
| 53  | Ивашево            | деревня              | Получено слишком много сущностей из Викиданные. Количество загруженных сущностей: 500/500. |
| 54  | Ивашиха            | деревня              | Получено слишком много сущностей из Викиданные. Количество загруженных сущностей: 500/500. |
| 55  | Исаево             | деревня              | Получено слишком много сущностей из Викиданные. Количество загруженных сущностей: 500/500. |
| 56  | Исупово            | деревня              | Получено слишком много сущностей из Викиданные. Количество загруженных сущностей: 500/500. |
| 57  | Каменки Новые      | деревня              | Получено слишком много сущностей из Викиданные. Количество загруженных сущностей: 500/500. |
| 58  | Каминский          | деревня ж.д. станции | Получено слишком много сущностей из Викиданные. Количество загруженных сущностей: 500/500. |
| 59  | Каминский          | село                 | Получено слишком много сущностей из Викиданные. Количество загруженных сущностей: 500/500. |
| 60  | Карлово            | деревня              | Получено слишком много сущностей из Викиданные. Количество загруженных сущностей: 500/500. |
| 61  | Киньдяково         | деревня              | Получено слишком много сущностей из Викиданные. Количество загруженных сущностей: 500/500. |
| 62  | Клинцево           | деревня              | Получено слишком много сущностей из Викиданные. Количество загруженных сущностей: 500/500. |
| 63  | Клыгино            | деревня              | Получено слишком много сущностей из Викиданные. Количество загруженных сущностей: 500/500. |
| 64  | Коево              | деревня              | Получено слишком много сущностей из Викиданные. Количество загруженных сущностей: 500/500. |
| 65  | Кожевники          | деревня              | Получено слишком много сущностей из Викиданные. Количество загруженных сущностей: 500/500. |
| 66  | Козлоки            | деревня              | Получено слишком много сущностей из Викиданные. Количество загруженных сущностей: 500/500. |
| 67  | Коробейкино        | деревня              | Получено слишком много сущностей из Викиданные. Количество загруженных сущностей: 500/500. |
| 68  | Корцово            | деревня              | Получено слишком много сущностей из Викиданные. Количество загруженных сущностей: 500/500. |
| 69  | Корцово            | деревня              | Получено слишком много сущностей из Викиданные. Количество загруженных сущностей: 500/500. |
| 70  | Котиха             | деревня              | Получено слишком много сущностей из Викиданные. Количество загруженных сущностей: 500/500. |
| 71  | Кочигино           | деревня              | Получено слишком много сущностей из Викиданные. Количество загруженных сущностей: 500/500. |
| 72  | Кощеево            | село                 | Получено слишком много сущностей из Викиданные. Количество загруженных сущностей: 500/500. |
| 73  | Красново           | деревня              | Получено слишком много сущностей из Викиданные. Количество загруженных сущностей: 500/500. |
| 74  | Красное            | село                 | Получено слишком много сущностей из Викиданные. Количество загруженных сущностей: 500/500. |
| 75  | Крутцы             | деревня              | Получено слишком много сущностей из Викиданные. Количество загруженных сущностей: 500/500. |
| 76  | Куделино           | деревня              | Получено слишком много сущностей из Викиданные. Количество загруженных сущностей: 500/500. |
| 77  | Кузьмино           | деревня              | Получено слишком много сущностей из Викиданные. Количество загруженных сущностей: 500/500. |
| 78  | Курцево            | деревня              | Получено слишком много сущностей из Викиданные. Количество загруженных сущностей: 500/500. |
| 79  | Кутилово           | деревня              | Получено слишком много сущностей из Викиданные. Количество загруженных сущностей: 500/500. |
| 80  | Лежахово           | деревня              | Получено слишком много сущностей из Викиданные. Количество загруженных сущностей: 500/500. |
| 81  | Леушиха            | деревня              | Получено слишком много сущностей из Викиданные. Количество загруженных сущностей: 500/500. |
| 82  | Ломы Большие       | деревня              | Получено слишком много сущностей из Викиданные. Количество загруженных сущностей: 500/500. |
| 83  | Ломы Малые         | деревня              | Получено слишком много сущностей из Викиданные. Количество загруженных сущностей: 500/500. |
| 84  | Лушнево            | деревня              | Получено слишком много сущностей из Викиданные. Количество загруженных сущностей: 500/500. |
| 85  | Макарово           | деревня              | Получено слишком много сущностей из Викиданные. Количество загруженных сущностей: 500/500. |
| 86  | Максимовское       | деревня              | Получено слишком много сущностей из Викиданные. Количество загруженных сущностей: 500/500. |
| 87  | Малышево           | деревня              | Получено слишком много сущностей из Викиданные. Количество загруженных сущностей: 500/500. |
| 88  | Мальчиха           | деревня              | Получено слишком много сущностей из Викиданные. Количество загруженных сущностей: 500/500. |
| 89  | Межи               | село                 | Получено слишком много сущностей из Викиданные. Количество загруженных сущностей: 500/500. |
| 90  | Мелечкино          | село                 | Получено слишком много сущностей из Викиданные. Количество загруженных сущностей: 500/500. |
| 91  | Мелиха             | деревня              | Получено слишком много сущностей из Викиданные. Количество загруженных сущностей: 500/500. |
| 92  | Мельниково         | деревня              | Получено слишком много сущностей из Викиданные. Количество загруженных сущностей: 500/500. |
| 93  | Михайловское       | село                 | Получено слишком много сущностей из Викиданные. Количество загруженных сущностей: 500/500. |
| 94  | Мокеево            | деревня              | Получено слишком много сущностей из Викиданные. Количество загруженных сущностей: 500/500. |
| 95  | Мостищи            | деревня              | Получено слишком много сущностей из Викиданные. Количество загруженных сущностей: 500/500. |
| 96  | Назарково          | деревня              | Получено слишком много сущностей из Викиданные. Количество загруженных сущностей: 500/500. |
| 97  | Немково            | деревня              | Получено слишком много сущностей из Викиданные. Количество загруженных сущностей: 500/500. |
| 98  | Николаевка         | деревня              | Получено слишком много сущностей из Викиданные. Количество загруженных сущностей: 500/500. |
| 99  | Никониха           | деревня              | Получено слишком много сущностей из Викиданные. Количество загруженных сущностей: 500/500. |
| 100 | Никульское         | село                 | Получено слишком много сущностей из Викиданные. Количество загруженных сущностей: 500/500. |
| 101 | Новинское          | село                 | Получено слишком много сущностей из Викиданные. Количество загруженных сущностей: 500/500. |
| 102 | Овинцы             | деревня              | Получено слишком много сущностей из Викиданные. Количество загруженных сущностей: 500/500. |
| 103 | Орехово            | деревня              | Получено слишком много сущностей из Викиданные. Количество загруженных сущностей: 500/500. |
| 104 | Острецово          | село                 | Получено слишком много сущностей из Викиданные. Количество загруженных сущностей: 500/500. |
| 105 | Парахино           | деревня              | Получено слишком много сущностей из Викиданные. Количество загруженных сущностей: 500/500. |
| 106 | Парское            | село                 | Получено слишком много сущностей из Викиданные. Количество загруженных сущностей: 500/500. |
| 107 | Пархачево          | село                 | Получено слишком много сущностей из Викиданные. Количество загруженных сущностей: 500/500. |
| 108 | Паршино            | деревня              | Получено слишком много сущностей из Викиданные. Количество загруженных сущностей: 500/500. |
| 109 | Петрово            | деревня              | Получено слишком много сущностей из Викиданные. Количество загруженных сущностей: 500/500. |
| 110 | Плосково           | деревня              | Получено слишком много сущностей из Викиданные. Количество загруженных сущностей: 500/500. |
| 111 | Подпенново         | деревня              | Получено слишком много сущностей из Викиданные. Количество загруженных сущностей: 500/500. |
| 112 | Подсосенье         | деревня              | Получено слишком много сущностей из Викиданные. Количество загруженных сущностей: 500/500. |
| 113 | Половчинново       | деревня              | Получено слишком много сущностей из Викиданные. Количество загруженных сущностей: 500/500. |
| 114 | Поповское          | деревня              | Получено слишком много сущностей из Викиданные. Количество загруженных сущностей: 500/500. |
| 115 | Постнинский        | село                 | Получено слишком много сущностей из Викиданные. Количество загруженных сущностей: 500/500. |
| 116 | Пригородное        | село                 | Получено слишком много сущностей из Викиданные. Количество загруженных сущностей: 500/500. |
| 117 | Прислониха         | деревня              | Получено слишком много сущностей из Викиданные. Количество загруженных сущностей: 500/500. |
| 118 | Пронискино         | деревня              | Получено слишком много сущностей из Викиданные. Количество загруженных сущностей: 500/500. |
| 119 | Раставлево         | деревня              | Получено слишком много сущностей из Викиданные. Количество загруженных сущностей: 500/500. |
| 120 | Родники            | город                | Получено слишком много сущностей из Викиданные. Количество загруженных сущностей: 500/500. |
| 121 | Романово           | деревня              | Получено слишком много сущностей из Викиданные. Количество загруженных сущностей: 500/500. |
| 122 | Савкино            | деревня              | Получено слишком много сущностей из Викиданные. Количество загруженных сущностей: 500/500. |
| 123 | Савково            | деревня              | Получено слишком много сущностей из Викиданные. Количество загруженных сущностей: 500/500. |
| 124 | Саниха             | деревня              | Получено слишком много сущностей из Викиданные. Количество загруженных сущностей: 500/500. |
| 125 | Свистково          | деревня              | Получено слишком много сущностей из Викиданные. Количество загруженных сущностей: 500/500. |
| 126 | Сгорьево           | деревня              | Получено слишком много сущностей из Викиданные. Количество загруженных сущностей: 500/500. |
| 127 | Сенниково          | село                 | Получено слишком много сущностей из Викиданные. Количество загруженных сущностей: 500/500. |
| 128 | Ситьково           | деревня              | Получено слишком много сущностей из Викиданные. Количество загруженных сущностей: 500/500. |
| 129 | Скрылово           | деревня              | Получено слишком много сущностей из Викиданные. Количество загруженных сущностей: 500/500. |
| 130 | Слободка           | деревня              | Получено слишком много сущностей из Викиданные. Количество загруженных сущностей: 500/500. |
| 131 | Сосновец           | село                 | Получено слишком много сущностей из Викиданные. Количество загруженных сущностей: 500/500. |
| 132 | Становое           | деревня              | Получено слишком много сущностей из Викиданные. Количество загруженных сущностей: 500/500. |
| 133 | Старое Село        | деревня              | Получено слишком много сущностей из Викиданные. Количество загруженных сущностей: 500/500. |
| 134 | Стрелки            | деревня              | Получено слишком много сущностей из Викиданные. Количество загруженных сущностей: 500/500. |
| 135 | Тайманиха          | деревня              | Получено слишком много сущностей из Викиданные. Количество загруженных сущностей: 500/500. |
| 136 | Татаринцево        | деревня              | Получено слишком много сущностей из Викиданные. Количество загруженных сущностей: 500/500. |
| 137 | Татьяниха          | деревня              | Получено слишком много сущностей из Викиданные. Количество загруженных сущностей: 500/500. |
| 138 | Тезинка            | деревня              | Получено слишком много сущностей из Викиданные. Количество загруженных сущностей: 500/500. |
| 139 | Турдеево           | деревня              | Получено слишком много сущностей из Викиданные. Количество загруженных сущностей: 500/500. |
| 140 | Тушиха             | деревня              | Получено слишком много сущностей из Викиданные. Количество загруженных сущностей: 500/500. |
| 141 | Тюриха             | деревня              | Получено слишком много сущностей из Викиданные. Количество загруженных сущностей: 500/500. |
| 142 | Увариха            | деревня              | Получено слишком много сущностей из Викиданные. Количество загруженных сущностей: 500/500. |
| 143 | Ушаково            | деревня              | Получено слишком много сущностей из Викиданные. Количество загруженных сущностей: 500/500. |
| 144 | Федорково          | деревня              | Получено слишком много сущностей из Викиданные. Количество загруженных сущностей: 500/500. |
| 145 | Федяково           | деревня              | Получено слишком много сущностей из Викиданные. Количество загруженных сущностей: 500/500. |
| 146 | Филисово           | село                 | Получено слишком много сущностей из Викиданные. Количество загруженных сущностей: 500/500. |
| 147 | Хлябово            | село                 | Получено слишком много сущностей из Викиданные. Количество загруженных сущностей: 500/500. |
| 148 | Хмельники          | деревня              | Получено слишком много сущностей из Викиданные. Количество загруженных сущностей: 500/500. |
| 149 | Хрипелево          | село                 | Получено слишком много сущностей из Викиданные. Количество загруженных сущностей: 500/500. |
| 150 | Хрипово            | деревня              | Получено слишком много сущностей из Викиданные. Количество загруженных сущностей: 500/500. |
| 151 | Цепочкино          | деревня              | Получено слишком много сущностей из Викиданные. Количество загруженных сущностей: 500/500. |
| 152 | Шевригино          | деревня              | Получено слишком много сущностей из Викиданные. Количество загруженных сущностей: 500/500. |
| 153 | Шелково            | деревня              | Получено слишком много сущностей из Викиданные. Количество загруженных сущностей: 500/500. |
| 154 | Ширяиха Большая    | деревня              | Получено слишком много сущностей из Викиданные. Количество загруженных сущностей: 500/500. |
| 155 | Ширяиха Малая      | деревня              | Получено слишком много сущностей из Викиданные. Количество загруженных сущностей: 500/500. |
| 156 | Шубино             | деревня              | Получено слишком много сущностей из Викиданные. Количество загруженных сущностей: 500/500. |
| 157 | Юдинка             | деревня              | Получено слишком много сущностей из Викиданные. Количество загруженных сущностей: 500/500. |
| 158 | Юриха              | деревня              | Получено слишком много сущностей из Викиданные. Количество загруженных сущностей: 500/500. |

## Савинский
| №   | Населённый пункт | Тип             | Население                                                                                  |
| --- | ---------------- | --------------- | ------------------------------------------------------------------------------------------ |
| 1   | Агрофенино       | село            | Получено слишком много сущностей из Викиданные. Количество загруженных сущностей: 500/500. |
| 2   | Алексино         | село            | Получено слишком много сущностей из Викиданные. Количество загруженных сущностей: 500/500. |
| 3   | Алешово          | деревня         | Получено слишком много сущностей из Викиданные. Количество загруженных сущностей: 500/500. |
| 4   | Ананьино         | деревня         | Получено слишком много сущностей из Викиданные. Количество загруженных сущностей: 500/500. |
| 5   | Антилохово       | село            | Получено слишком много сущностей из Викиданные. Количество загруженных сущностей: 500/500. |
| 6   | Аристиха         | деревня         | Получено слишком много сущностей из Викиданные. Количество загруженных сущностей: 500/500. |
| 7   | Артемиха         | деревня         | Получено слишком много сущностей из Викиданные. Количество загруженных сущностей: 500/500. |
| 8   | Артемьево        | деревня         | Получено слишком много сущностей из Викиданные. Количество загруженных сущностей: 500/500. |
| 9   | Архиповка        | село            | Получено слишком много сущностей из Викиданные. Количество загруженных сущностей: 500/500. |
| 10  | Афанасово        | деревня         | Получено слишком много сущностей из Викиданные. Количество загруженных сущностей: 500/500. |
| 11  | Бабашкино        | деревня         | Получено слишком много сущностей из Викиданные. Количество загруженных сущностей: 500/500. |
| 12  | Бакулиха         | деревня         | Получено слишком много сущностей из Викиданные. Количество загруженных сущностей: 500/500. |
| 13  | Бальбино         | деревня         | Получено слишком много сущностей из Викиданные. Количество загруженных сущностей: 500/500. |
| 14  | Ближняя          | деревня         | Получено слишком много сущностей из Викиданные. Количество загруженных сущностей: 500/500. |
| 15  | Боброво          | деревня         | Получено слишком много сущностей из Викиданные. Количество загруженных сущностей: 500/500. |
| 16  | Боняково         | деревня         | Получено слишком много сущностей из Викиданные. Количество загруженных сущностей: 500/500. |
| 17  | Васильково       | деревня         | Получено слишком много сущностей из Викиданные. Количество загруженных сущностей: 500/500. |
| 18  | Вознесенье       | село            | Получено слишком много сущностей из Викиданные. Количество загруженных сущностей: 500/500. |
| 19  | Ворманки         | деревня         | Получено слишком много сущностей из Викиданные. Количество загруженных сущностей: 500/500. |
| 20  | Ворониха         | деревня         | Получено слишком много сущностей из Викиданные. Количество загруженных сущностей: 500/500. |
| 21  | Воскресенское    | село            | Получено слишком много сущностей из Викиданные. Количество загруженных сущностей: 500/500. |
| 22  | Высоково         | деревня         | Получено слишком много сущностей из Викиданные. Количество загруженных сущностей: 500/500. |
| 23  | Высоково Большое | деревня         | Получено слишком много сущностей из Викиданные. Количество загруженных сущностей: 500/500. |
| 24  | Вязовое          | деревня         | Получено слишком много сущностей из Викиданные. Количество загруженных сущностей: 500/500. |
| 25  | Глубоково        | деревня         | Получено слишком много сущностей из Викиданные. Количество загруженных сущностей: 500/500. |
| 26  | Горячево         | деревня         | Получено слишком много сущностей из Викиданные. Количество загруженных сущностей: 500/500. |
| 27  | Гремячево        | деревня         | Получено слишком много сущностей из Викиданные. Количество загруженных сущностей: 500/500. |
| 28  | Гришаково        | деревня         | Получено слишком много сущностей из Викиданные. Количество загруженных сущностей: 500/500. |
| 29  | Деменово         | деревня         | Получено слишком много сущностей из Викиданные. Количество загруженных сущностей: 500/500. |
| 30  | Дубакино         | деревня         | Получено слишком много сущностей из Викиданные. Количество загруженных сущностей: 500/500. |
| 31  | Дубровка         | деревня         | Получено слишком много сущностей из Викиданные. Количество загруженных сущностей: 500/500. |
| 32  | Егорье           | село            | Получено слишком много сущностей из Викиданные. Количество загруженных сущностей: 500/500. |
| 33  | Ермаково         | деревня         | Получено слишком много сущностей из Викиданные. Количество загруженных сущностей: 500/500. |
| 34  | Жабриха          | деревня         | Получено слишком много сущностей из Викиданные. Количество загруженных сущностей: 500/500. |
| 35  | Жарки            | деревня         | Получено слишком много сущностей из Викиданные. Количество загруженных сущностей: 500/500. |
| 36  | Заборье          | деревня         | Получено слишком много сущностей из Викиданные. Количество загруженных сущностей: 500/500. |
| 37  | Залесье          | деревня         | Получено слишком много сущностей из Викиданные. Количество загруженных сущностей: 500/500. |
| 38  | Заозерье         | деревня         | Получено слишком много сущностей из Викиданные. Количество загруженных сущностей: 500/500. |
| 39  | Захарцево        | деревня         | Получено слишком много сущностей из Викиданные. Количество загруженных сущностей: 500/500. |
| 40  | Зыбкино          | деревня         | Получено слишком много сущностей из Викиданные. Количество загруженных сущностей: 500/500. |
| 41  | Ильинская        | деревня         | Получено слишком много сущностей из Викиданные. Количество загруженных сущностей: 500/500. |
| 42  | Исаково          | деревня         | Получено слишком много сущностей из Викиданные. Количество загруженных сущностей: 500/500. |
| 43  | Каличье          | деревня         | Получено слишком много сущностей из Викиданные. Количество загруженных сущностей: 500/500. |
| 44  | Княгиниха        | деревня         | Получено слишком много сущностей из Викиданные. Количество загруженных сущностей: 500/500. |
| 45  | Корзино          | село            | Получено слишком много сущностей из Викиданные. Количество загруженных сущностей: 500/500. |
| 46  | Крапивново       | деревня         | Получено слишком много сущностей из Викиданные. Количество загруженных сущностей: 500/500. |
| 47  | Красная Горка    | деревня         | Получено слишком много сущностей из Викиданные. Количество загруженных сущностей: 500/500. |
| 48  | Крестниково      | деревня         | Получено слишком много сущностей из Викиданные. Количество загруженных сущностей: 500/500. |
| 49  | Кривоносово      | деревня         | Получено слишком много сущностей из Викиданные. Количество загруженных сущностей: 500/500. |
| 50  | Крутово          | деревня         | Получено слишком много сущностей из Викиданные. Количество загруженных сущностей: 500/500. |
| 51  | Кстово Большое   | деревня         | Получено слишком много сущностей из Викиданные. Количество загруженных сущностей: 500/500. |
| 52  | Куземкино        | деревня         | Получено слишком много сущностей из Викиданные. Количество загруженных сущностей: 500/500. |
| 53  | Кузнечиха        | деревня         | Получено слишком много сущностей из Викиданные. Количество загруженных сущностей: 500/500. |
| 54  | Купалищи         | деревня         | Получено слишком много сущностей из Викиданные. Количество загруженных сущностей: 500/500. |
| 55  | Курбатово        | деревня         | Получено слишком много сущностей из Викиданные. Количество загруженных сущностей: 500/500. |
| 56  | Курзаниха        | деревня         | Получено слишком много сущностей из Викиданные. Количество загруженных сущностей: 500/500. |
| 57  | Курмыш           | деревня         | Получено слишком много сущностей из Викиданные. Количество загруженных сущностей: 500/500. |
| 58  | Лычёво           | деревня         | Получено слишком много сущностей из Викиданные. Количество загруженных сущностей: 500/500. |
| 59  | Максимово        | деревня         | Получено слишком много сущностей из Викиданные. Количество загруженных сущностей: 500/500. |
| 60  | Манцуриха        | деревня         | Получено слишком много сущностей из Викиданные. Количество загруженных сущностей: 500/500. |
| 61  | Мартемьяниха     | деревня         | Получено слишком много сущностей из Викиданные. Количество загруженных сущностей: 500/500. |
| 62  | Мартынково       | деревня         | Получено слишком много сущностей из Викиданные. Количество загруженных сущностей: 500/500. |
| 63  | Маткино          | деревня         | Получено слишком много сущностей из Викиданные. Количество загруженных сущностей: 500/500. |
| 64  | Меховицы         | село            | Получено слишком много сущностей из Викиданные. Количество загруженных сущностей: 500/500. |
| 65  | Милюково         | село            | Получено слишком много сущностей из Викиданные. Количество загруженных сущностей: 500/500. |
| 66  | Михалево         | село            | Получено слишком много сущностей из Викиданные. Количество загруженных сущностей: 500/500. |
| 67  | Михалиха         | деревня         | Получено слишком много сущностей из Викиданные. Количество загруженных сущностей: 500/500. |
| 68  | Мурзиха          | деревня         | Получено слишком много сущностей из Викиданные. Количество загруженных сущностей: 500/500. |
| 69  | Набережная       | деревня         | Получено слишком много сущностей из Викиданные. Количество загруженных сущностей: 500/500. |
| 70  | Непотягово       | деревня         | Получено слишком много сущностей из Викиданные. Количество загруженных сущностей: 500/500. |
| 71  | Нивки            | деревня         | Получено слишком много сущностей из Викиданные. Количество загруженных сущностей: 500/500. |
| 72  | Нивы             | деревня         | Получено слишком много сущностей из Викиданные. Количество загруженных сущностей: 500/500. |
| 73  | Ново             | деревня         | Получено слишком много сущностей из Викиданные. Количество загруженных сущностей: 500/500. |
| 74  | Новинки          | деревня         | Получено слишком много сущностей из Викиданные. Количество загруженных сущностей: 500/500. |
| 75  | Новоюрово        | деревня         | Получено слишком много сущностей из Викиданные. Количество загруженных сущностей: 500/500. |
| 76  | Носакино         | деревня         | Получено слишком много сущностей из Викиданные. Количество загруженных сущностей: 500/500. |
| 77  | Объедово         | деревня         | Получено слишком много сущностей из Викиданные. Количество загруженных сущностей: 500/500. |
| 78  | Панино           | деревня         | Получено слишком много сущностей из Викиданные. Количество загруженных сущностей: 500/500. |
| 79  | Панфилово        | деревня         | Получено слишком много сущностей из Викиданные. Количество загруженных сущностей: 500/500. |
| 80  | Панфилово        | село            | Получено слишком много сущностей из Викиданные. Количество загруженных сущностей: 500/500. |
| 81  | Пельхово         | деревня         | Получено слишком много сущностей из Викиданные. Количество загруженных сущностей: 500/500. |
| 82  | Петухово         | деревня         | Получено слишком много сущностей из Викиданные. Количество загруженных сущностей: 500/500. |
| 83  | Покровское       | деревня         | Получено слишком много сущностей из Викиданные. Количество загруженных сущностей: 500/500. |
| 84  | Полома           | деревня         | Получено слишком много сущностей из Викиданные. Количество загруженных сущностей: 500/500. |
| 85  | Польки           | село            | Получено слишком много сущностей из Викиданные. Количество загруженных сущностей: 500/500. |
| 86  | Постылово        | деревня         | Получено слишком много сущностей из Викиданные. Количество загруженных сущностей: 500/500. |
| 87  | Пронево          | деревня         | Получено слишком много сущностей из Викиданные. Количество загруженных сущностей: 500/500. |
| 88  | Пучково          | деревня         | Получено слишком много сущностей из Викиданные. Количество загруженных сущностей: 500/500. |
| 89  | Пятунино         | деревня         | Получено слишком много сущностей из Викиданные. Количество загруженных сущностей: 500/500. |
| 90  | Речная           | деревня         | Получено слишком много сущностей из Викиданные. Количество загруженных сущностей: 500/500. |
| 91  | Рыжево           | деревня         | Получено слишком много сущностей из Викиданные. Количество загруженных сущностей: 500/500. |
| 92  | Савино           | деревня         | Получено слишком много сущностей из Викиданные. Количество загруженных сущностей: 500/500. |
| 93  | Савино           | рабочий посёлок | Получено слишком много сущностей из Викиданные. Количество загруженных сущностей: 500/500. |
| 94  | Сельцо           | деревня         | Получено слишком много сущностей из Викиданные. Количество загруженных сущностей: 500/500. |
| 95  | Сенино           | деревня         | Получено слишком много сущностей из Викиданные. Количество загруженных сущностей: 500/500. |
| 96  | Сергеево         | деревня         | Получено слишком много сущностей из Викиданные. Количество загруженных сущностей: 500/500. |
| 97  | Слабнево         | деревня         | Получено слишком много сущностей из Викиданные. Количество загруженных сущностей: 500/500. |
| 98  | Срубово          | деревня         | Получено слишком много сущностей из Викиданные. Количество загруженных сущностей: 500/500. |
| 99  | Сувориха         | деревня         | Получено слишком много сущностей из Викиданные. Количество загруженных сущностей: 500/500. |
| 100 | Спиряково        | деревня         | Получено слишком много сущностей из Викиданные. Количество загруженных сущностей: 500/500. |
| 101 | Столбищи         | деревня         | Получено слишком много сущностей из Викиданные. Количество загруженных сущностей: 500/500. |
| 102 | Ступино          | деревня         | Получено слишком много сущностей из Викиданные. Количество загруженных сущностей: 500/500. |
| 103 | Тепляки          | деревня         | Получено слишком много сущностей из Викиданные. Количество загруженных сущностей: 500/500. |
| 104 | Фалюшино         | деревня         | Получено слишком много сущностей из Викиданные. Количество загруженных сущностей: 500/500. |
| 105 | Фердечаково      | деревня         | Получено слишком много сущностей из Викиданные. Количество загруженных сущностей: 500/500. |
| 106 | Фефелово         | деревня         | Получено слишком много сущностей из Викиданные. Количество загруженных сущностей: 500/500. |
| 107 | Фёдорово         | деревня         | Получено слишком много сущностей из Викиданные. Количество загруженных сущностей: 500/500. |
| 108 | Филяндино        | село            | Получено слишком много сущностей из Викиданные. Количество загруженных сущностей: 500/500. |
| 109 | Ходилки          | деревня         | Получено слишком много сущностей из Викиданные. Количество загруженных сущностей: 500/500. |
| 110 | Чёрные Пруды     | деревня         | Получено слишком много сущностей из Викиданные. Количество загруженных сущностей: 500/500. |
| 111 | Чертовики        | деревня         | Получено слишком много сущностей из Викиданные. Количество загруженных сущностей: 500/500. |
| 112 | Шапкино          | село            | Получено слишком много сущностей из Викиданные. Количество загруженных сущностей: 500/500. |
| 113 | Шестуниха        | деревня         | Получено слишком много сущностей из Викиданные. Количество загруженных сущностей: 500/500. |
| 114 | Шешуковка        | деревня         | Получено слишком много сущностей из Викиданные. Количество загруженных сущностей: 500/500. |
| 115 | Шистино          | деревня         | Получено слишком много сущностей из Викиданные. Количество загруженных сущностей: 500/500. |
| 116 | Щапино           | деревня         | Получено слишком много сущностей из Викиданные. Количество загруженных сущностей: 500/500. |
| 117 | Щаповка          | деревня         | Получено слишком много сущностей из Викиданные. Количество загруженных сущностей: 500/500. |
| 118 | Щербово          | село            | Получено слишком много сущностей из Викиданные. Количество загруженных сущностей: 500/500. |
| 119 | Юшково           | деревня         | Получено слишком много сущностей из Викиданные. Количество загруженных сущностей: 500/500. |
| 120 | Яблоново         | деревня         | Получено слишком много сущностей из Викиданные. Количество загруженных сущностей: 500/500. |
| 121 | Яковлево         | село            | Получено слишком много сущностей из Викиданные. Количество загруженных сущностей: 500/500. |
| 122 | Яманово          | деревня         | Получено слишком много сущностей из Викиданные. Количество загруженных сущностей: 500/500. |
| 123 | Ямново           | деревня         | Получено слишком много сущностей из Викиданные. Количество загруженных сущностей: 500/500. |

## Тейковский
| №   | Населённый пункт                               | Тип             | Население                                                                                  |
| --- | ---------------------------------------------- | --------------- | ------------------------------------------------------------------------------------------ |
| 1   | Алферьево                                      | село            | Получено слишком много сущностей из Викиданные. Количество загруженных сущностей: 500/500. |
| 2   | Алфёровка                                      | деревня         | Получено слишком много сущностей из Викиданные. Количество загруженных сущностей: 500/500. |
| 3   | Башки                                          | деревня         | Получено слишком много сущностей из Викиданные. Количество загруженных сущностей: 500/500. |
| 4   | Березовик                                      | деревня         | Получено слишком много сущностей из Викиданные. Количество загруженных сущностей: 500/500. |
| 5   | Берлово                                        | деревня         | Получено слишком много сущностей из Викиданные. Количество загруженных сущностей: 500/500. |
| 6   | Бирюково                                       | деревня         | Получено слишком много сущностей из Викиданные. Количество загруженных сущностей: 500/500. |
| 7   | Богатырево                                     | село            | Получено слишком много сущностей из Викиданные. Количество загруженных сущностей: 500/500. |
| 8   | Большие Вязовицы                               | деревня         | Получено слишком много сущностей из Викиданные. Количество загруженных сущностей: 500/500. |
| 9   | Большое Клочково                               | деревня         | Получено слишком много сущностей из Викиданные. Количество загруженных сущностей: 500/500. |
| 10  | Большое Ступкино                               | деревня         | Получено слишком много сущностей из Викиданные. Количество загруженных сущностей: 500/500. |
| 11  | Булгаково                                      | деревня         | Получено слишком много сущностей из Викиданные. Количество загруженных сущностей: 500/500. |
| 12  | Бураково                                       | деревня         | Получено слишком много сущностей из Викиданные. Количество загруженных сущностей: 500/500. |
| 13  | Бушариха                                       | деревня         | Получено слишком много сущностей из Викиданные. Количество загруженных сущностей: 500/500. |
| 14  | Быково                                         | деревня         | Получено слишком много сущностей из Викиданные. Количество загруженных сущностей: 500/500. |
| 15  | Вантино                                        | деревня         | Получено слишком много сущностей из Викиданные. Количество загруженных сущностей: 500/500. |
| 16  | Варварино                                      | деревня         | Получено слишком много сущностей из Викиданные. Количество загруженных сущностей: 500/500. |
| 17  | Волосачево                                     | деревня         | Получено слишком много сущностей из Викиданные. Количество загруженных сущностей: 500/500. |
| 18  | Воронково                                      | деревня         | Получено слишком много сущностей из Викиданные. Количество загруженных сущностей: 500/500. |
| 19  | Высоково                                       | деревня         | Получено слишком много сущностей из Викиданные. Количество загруженных сущностей: 500/500. |
| 20  | Гари                                           | деревня         | Получено слишком много сущностей из Викиданные. Количество загруженных сущностей: 500/500. |
| 21  | Голебтово                                      | деревня         | Получено слишком много сущностей из Викиданные. Количество загруженных сущностей: 500/500. |
| 22  | Голянищево                                     | деревня         | Получено слишком много сущностей из Викиданные. Количество загруженных сущностей: 500/500. |
| 23  | Горки                                          | деревня         | Получено слишком много сущностей из Викиданные. Количество загруженных сущностей: 500/500. |
| 24  | Григорьево                                     | село            | Получено слишком много сущностей из Викиданные. Количество загруженных сущностей: 500/500. |
| 25  | Гридино                                        | деревня         | Получено слишком много сущностей из Викиданные. Количество загруженных сущностей: 500/500. |
| 26  | Грозилово                                      | деревня         | Получено слишком много сущностей из Викиданные. Количество загруженных сущностей: 500/500. |
| 27  | Дашково                                        | деревня         | Получено слишком много сущностей из Викиданные. Количество загруженных сущностей: 500/500. |
| 28  | Деревня-Иван                                   | деревня         | Получено слишком много сущностей из Викиданные. Количество загруженных сущностей: 500/500. |
| 29  | Домотканово                                    | деревня         | Получено слишком много сущностей из Викиданные. Количество загруженных сущностей: 500/500. |
| 30  | Доронино                                       | деревня         | Получено слишком много сущностей из Викиданные. Количество загруженных сущностей: 500/500. |
| 31  | Думино                                         | деревня         | Получено слишком много сущностей из Викиданные. Количество загруженных сущностей: 500/500. |
| 32  | Елховка                                        | село            | Получено слишком много сущностей из Викиданные. Количество загруженных сущностей: 500/500. |
| 33  | Ергуницы                                       | деревня         | Получено слишком много сущностей из Викиданные. Количество загруженных сущностей: 500/500. |
| 34  | Ермолиха                                       | деревня         | Получено слишком много сущностей из Викиданные. Количество загруженных сущностей: 500/500. |
| 35  | Захарово                                       | деревня         | Получено слишком много сущностей из Викиданные. Количество загруженных сущностей: 500/500. |
| 36  | Зернилово                                      | село            | Получено слишком много сущностей из Викиданные. Количество загруженных сущностей: 500/500. |
| 37  | Зиново                                         | село            | Получено слишком много сущностей из Викиданные. Количество загруженных сущностей: 500/500. |
| 38  | Знамово                                        | деревня         | Получено слишком много сущностей из Викиданные. Количество загруженных сущностей: 500/500. |
| 39  | Золотниковская Пустынь                         | село            | Получено слишком много сущностей из Викиданные. Количество загруженных сущностей: 500/500. |
| 40  | Карино                                         | деревня         | Получено слишком много сущностей из Викиданные. Количество загруженных сущностей: 500/500. |
| 41  | Иваньково                                      | деревня         | Получено слишком много сущностей из Викиданные. Количество загруженных сущностей: 500/500. |
| 42  | Ильинское                                      | деревня         | Получено слишком много сущностей из Викиданные. Количество загруженных сущностей: 500/500. |
| 43  | Иудкино                                        | деревня         | Получено слишком много сущностей из Викиданные. Количество загруженных сущностей: 500/500. |
| 44  | Калинкино                                      | деревня         | Получено слишком много сущностей из Викиданные. Количество загруженных сущностей: 500/500. |
| 45  | Кибергино                                      | село            | Получено слишком много сущностей из Викиданные. Количество загруженных сущностей: 500/500. |
| 46  | Киркеево                                       | деревня         | Получено слишком много сущностей из Викиданные. Количество загруженных сущностей: 500/500. |
| 47  | Клинцево                                       | деревня         | Получено слишком много сущностей из Викиданные. Количество загруженных сущностей: 500/500. |
| 48  | Кондраково                                     | деревня         | Получено слишком много сущностей из Викиданные. Количество загруженных сущностей: 500/500. |
| 49  | Коптево                                        | деревня         | Получено слишком много сущностей из Викиданные. Количество загруженных сущностей: 500/500. |
| 50  | Крапивник                                      | деревня         | Получено слишком много сущностей из Викиданные. Количество загруженных сущностей: 500/500. |
| 51  | Крапивново                                     | село            | Получено слишком много сущностей из Викиданные. Количество загруженных сущностей: 500/500. |
| 52  | Крапивново                                     | деревня         | Получено слишком много сущностей из Викиданные. Количество загруженных сущностей: 500/500. |
| 53  | Красницы                                       | деревня         | Получено слишком много сущностей из Викиданные. Количество загруженных сущностей: 500/500. |
| 54  | Красново                                       | деревня         | Получено слишком много сущностей из Викиданные. Количество загруженных сущностей: 500/500. |
| 55  | Лемешки                                        | деревня         | Получено слишком много сущностей из Викиданные. Количество загруженных сущностей: 500/500. |
| 56  | Логиново                                       | деревня         | Получено слишком много сущностей из Викиданные. Количество загруженных сущностей: 500/500. |
| 57  | Лукьяново                                      | деревня         | Получено слишком много сущностей из Викиданные. Количество загруженных сущностей: 500/500. |
| 58  | Максимцево                                     | деревня         | Получено слишком много сущностей из Викиданные. Количество загруженных сущностей: 500/500. |
| 59  | Малое Клочково                                 | деревня         | Получено слишком много сущностей из Викиданные. Количество загруженных сущностей: 500/500. |
| 60  | Малый Таковец                                  | деревня         | Получено слишком много сущностей из Викиданные. Количество загруженных сущностей: 500/500. |
| 61  | Марьино                                        | деревня         | Получено слишком много сущностей из Викиданные. Количество загруженных сущностей: 500/500. |
| 62  | Медведево                                      | деревня         | Получено слишком много сущностей из Викиданные. Количество загруженных сущностей: 500/500. |
| 63  | Междуреченск                                   | село            | Получено слишком много сущностей из Викиданные. Количество загруженных сущностей: 500/500. |
| 64  | Матренкино                                     | деревня         | Получено слишком много сущностей из Викиданные. Количество загруженных сущностей: 500/500. |
| 65  | Мелюшево                                       | деревня         | Получено слишком много сущностей из Викиданные. Количество загруженных сущностей: 500/500. |
| 66  | Минеиха                                        | деревня         | Получено слишком много сущностей из Викиданные. Количество загруженных сущностей: 500/500. |
| 67  | Морозово                                       | село            | Получено слишком много сущностей из Викиданные. Количество загруженных сущностей: 500/500. |
| 68  | Москвино                                       | деревня         | Получено слишком много сущностей из Викиданные. Количество загруженных сущностей: 500/500. |
| 69  | Мосяково                                       | деревня         | Получено слишком много сущностей из Викиданные. Количество загруженных сущностей: 500/500. |
| 70  | Мясниково                                      | деревня         | Получено слишком много сущностей из Викиданные. Количество загруженных сущностей: 500/500. |
| 71  | Нельша                                         | село            | Получено слишком много сущностей из Викиданные. Количество загруженных сущностей: 500/500. |
| 72  | Нерль                                          | пгт             | Получено слишком много сущностей из Викиданные. Количество загруженных сущностей: 500/500. |
| 73  | Никитино                                       | деревня         | Получено слишком много сущностей из Викиданные. Количество загруженных сущностей: 500/500. |
| 74  | Никитцыно                                      | деревня         | Получено слишком много сущностей из Викиданные. Количество загруженных сущностей: 500/500. |
| 75  | Никулино                                       | деревня         | Получено слишком много сущностей из Викиданные. Количество загруженных сущностей: 500/500. |
| 76  | Никульское                                     | деревня         | Получено слишком много сущностей из Викиданные. Количество загруженных сущностей: 500/500. |
| 77  | Ново-Василево                                  | деревня         | Получено слишком много сущностей из Викиданные. Количество загруженных сущностей: 500/500. |
| 78  | Новое Горяново                                 | село            | Получено слишком много сущностей из Викиданные. Количество загруженных сущностей: 500/500. |
| 79  | Новое Леушино                                  | село            | Получено слишком много сущностей из Викиданные. Количество загруженных сущностей: 500/500. |
| 80  | Новокутишево                                   | деревня         | Получено слишком много сущностей из Викиданные. Количество загруженных сущностей: 500/500. |
| 81  | Обезово                                        | деревня         | Получено слишком много сущностей из Викиданные. Количество загруженных сущностей: 500/500. |
| 82  | Оболсуново                                     | деревня         | Получено слишком много сущностей из Викиданные. Количество загруженных сущностей: 500/500. |
| 83  | Оболсуново                                     | село            | Получено слишком много сущностей из Викиданные. Количество загруженных сущностей: 500/500. |
| 84  | Пантелеево                                     | деревня         | Получено слишком много сущностей из Викиданные. Количество загруженных сущностей: 500/500. |
| 85  | Пелгусово                                      | деревня         | Получено слишком много сущностей из Викиданные. Количество загруженных сущностей: 500/500. |
| 86  | Пелгусово                                      | посёлок станции | Получено слишком много сущностей из Викиданные. Количество загруженных сущностей: 500/500. |
| 87  | Пеньково                                       | деревня         | Получено слишком много сущностей из Викиданные. Количество загруженных сущностей: 500/500. |
| 88  | Пержево                                        | деревня         | Получено слишком много сущностей из Викиданные. Количество загруженных сущностей: 500/500. |
| 89  | Першино                                        | село            | Получено слишком много сущностей из Викиданные. Количество загруженных сущностей: 500/500. |
| 90  | Плосково                                       | деревня         | Получено слишком много сущностей из Викиданные. Количество загруженных сущностей: 500/500. |
| 91  | Подвязново                                     | деревня         | Получено слишком много сущностей из Викиданные. Количество загруженных сущностей: 500/500. |
| 92  | Поддыбье                                       | село            | Получено слишком много сущностей из Викиданные. Количество загруженных сущностей: 500/500. |
| 93  | Подлесиха                                      | деревня         | Получено слишком много сущностей из Викиданные. Количество загруженных сущностей: 500/500. |
| 94  | Попино                                         | деревня         | Получено слишком много сущностей из Викиданные. Количество загруженных сущностей: 500/500. |
| 95  | Пырьевка                                       | деревня         | Получено слишком много сущностей из Викиданные. Количество загруженных сущностей: 500/500. |
| 96  | Пятый участок Тейковского торфопредприятия     | деревня         | Получено слишком много сущностей из Викиданные. Количество загруженных сущностей: 500/500. |
| 97  | Реброво                                        | деревня         | Получено слишком много сущностей из Викиданные. Количество загруженных сущностей: 500/500. |
| 98  | Репново                                        | деревня         | Получено слишком много сущностей из Викиданные. Количество загруженных сущностей: 500/500. |
| 99  | Рожство                                        | деревня         | Получено слишком много сущностей из Викиданные. Количество загруженных сущностей: 500/500. |
| 100 | Романцево                                      | деревня         | Получено слишком много сущностей из Викиданные. Количество загруженных сущностей: 500/500. |
| 101 | Санники                                        | деревня         | Получено слишком много сущностей из Викиданные. Количество загруженных сущностей: 500/500. |
| 102 | Сахтыш                                         | посёлок станции | Получено слишком много сущностей из Викиданные. Количество загруженных сущностей: 500/500. |
| 103 | Сахтыш                                         | село            | Получено слишком много сущностей из Викиданные. Количество загруженных сущностей: 500/500. |
| 104 | Светлый                                        | село            | Получено слишком много сущностей из Викиданные. Количество загруженных сущностей: 500/500. |
| 105 | Сидорино                                       | деревня         | Получено слишком много сущностей из Викиданные. Количество загруженных сущностей: 500/500. |
| 106 | Сидорино                                       | посёлок станции | Получено слишком много сущностей из Викиданные. Количество загруженных сущностей: 500/500. |
| 107 | Синяя Осока                                    | деревня         | Получено слишком много сущностей из Викиданные. Количество загруженных сущностей: 500/500. |
| 108 | Ситниково                                      | деревня         | Получено слишком много сущностей из Викиданные. Количество загруженных сущностей: 500/500. |
| 109 | Скворцово                                      | деревня         | Получено слишком много сущностей из Викиданные. Количество загруженных сущностей: 500/500. |
| 110 | Собольцево                                     | деревня         | Получено слишком много сущностей из Викиданные. Количество загруженных сущностей: 500/500. |
| 111 | Сокатово                                       | деревня         | Получено слишком много сущностей из Викиданные. Количество загруженных сущностей: 500/500. |
| 112 | Сосново                                        | деревня         | Получено слишком много сущностей из Викиданные. Количество загруженных сущностей: 500/500. |
| 113 | Старое Леушино                                 | деревня         | Получено слишком много сущностей из Викиданные. Количество загруженных сущностей: 500/500. |
| 114 | Стебачево                                      | село            | Получено слишком много сущностей из Викиданные. Количество загруженных сущностей: 500/500. |
| 115 | Суббочево                                      | деревня         | Получено слишком много сущностей из Викиданные. Количество загруженных сущностей: 500/500. |
| 116 | Суново                                         | деревня         | Получено слишком много сущностей из Викиданные. Количество загруженных сущностей: 500/500. |
| 117 | Сухово                                         | деревня         | Получено слишком много сущностей из Викиданные. Количество загруженных сущностей: 500/500. |
| 118 | Терентьево                                     | деревня         | Получено слишком много сущностей из Викиданные. Количество загруженных сущностей: 500/500. |
| 119 | Тестово                                        | деревня         | Получено слишком много сущностей из Викиданные. Количество загруженных сущностей: 500/500. |
| 120 | Третьяково                                     | деревня         | Получено слишком много сущностей из Викиданные. Количество загруженных сущностей: 500/500. |
| 121 | Удуново                                        | деревня         | Получено слишком много сущностей из Викиданные. Количество загруженных сущностей: 500/500. |
| 122 | Уреево                                         | деревня         | Получено слишком много сущностей из Викиданные. Количество загруженных сущностей: 500/500. |
| 123 | Ушаково                                        | деревня         | Получено слишком много сущностей из Викиданные. Количество загруженных сущностей: 500/500. |
| 124 | Федино                                         | деревня         | Получено слишком много сущностей из Викиданные. Количество загруженных сущностей: 500/500. |
| 125 | Харино                                         | деревня         | Получено слишком много сущностей из Викиданные. Количество загруженных сущностей: 500/500. |
| 126 | Харитоново                                     | деревня         | Получено слишком много сущностей из Викиданные. Количество загруженных сущностей: 500/500. |
| 127 | Хмельники                                      | деревня         | Получено слишком много сущностей из Викиданные. Количество загруженных сущностей: 500/500. |
| 128 | Хмельники                                      | деревня         | Получено слишком много сущностей из Викиданные. Количество загруженных сущностей: 500/500. |
| 129 | Хмельники                                      | деревня         | Получено слишком много сущностей из Викиданные. Количество загруженных сущностей: 500/500. |
| 130 | Хомутово                                       | деревня         | Получено слишком много сущностей из Викиданные. Количество загруженных сущностей: 500/500. |
| 131 | Чаганово                                       | деревня         | Получено слишком много сущностей из Викиданные. Количество загруженных сущностей: 500/500. |
| 132 | Чайка                                          | деревня         | Получено слишком много сущностей из Викиданные. Количество загруженных сущностей: 500/500. |
| 133 | Четвёртый участок Тейковского торфопредприятия | деревня         | Получено слишком много сущностей из Викиданные. Количество загруженных сущностей: 500/500. |
| 134 | Чирикалово                                     | деревня         | Получено слишком много сущностей из Викиданные. Количество загруженных сущностей: 500/500. |
| 135 | Шиборская                                      | деревня         | Получено слишком много сущностей из Викиданные. Количество загруженных сущностей: 500/500. |
| 136 | Шумилово                                       | деревня         | Получено слишком много сущностей из Викиданные. Количество загруженных сущностей: 500/500. |
| 137 | Шумилово                                       | деревня         | Получено слишком много сущностей из Викиданные. Количество загруженных сущностей: 500/500. |
| 138 | Ширяево                                        | деревня         | Получено слишком много сущностей из Викиданные. Количество загруженных сущностей: 500/500. |
| 139 | Яковино                                        | деревня         | Получено слишком много сущностей из Викиданные. Количество загруженных сущностей: 500/500. |
| 140 | Якшино                                         | село            | Получено слишком много сущностей из Викиданные. Количество загруженных сущностей: 500/500. |
| 141 | Яришнево                                       | деревня         | Получено слишком много сущностей из Викиданные. Количество загруженных сущностей: 500/500. |
| 142 | Ясново                                         | деревня         | Получено слишком много сущностей из Викиданные. Количество загруженных сущностей: 500/500. |

## Фурмановский
Состав населённых пунктов приведён согласно сведениям из АГКГН.
| №   | Населённый пункт | Тип     | Население                                                                                  |
| --- | ---------------- | ------- | ------------------------------------------------------------------------------------------ |
| 1   | Аброниха         | деревня | Получено слишком много сущностей из Викиданные. Количество загруженных сущностей: 500/500. |
| 2   | Акульцево        | деревня | Получено слишком много сущностей из Викиданные. Количество загруженных сущностей: 500/500. |
| 3   | Алексино         | деревня | Получено слишком много сущностей из Викиданные. Количество загруженных сущностей: 500/500. |
| 4   | Бабино           | деревня | Получено слишком много сущностей из Викиданные. Количество загруженных сущностей: 500/500. |
| 5   | Бакшеево         | деревня | Получено слишком много сущностей из Викиданные. Количество загруженных сущностей: 500/500. |
| 6   | Балахна          | деревня | Получено слишком много сущностей из Викиданные. Количество загруженных сущностей: 500/500. |
| 7   | Баскаково        | деревня | Получено слишком много сущностей из Викиданные. Количество загруженных сущностей: 500/500. |
| 8   | Белино           | деревня | Получено слишком много сущностей из Викиданные. Количество загруженных сущностей: 500/500. |
| 9   | Белькашево       | деревня | Получено слишком много сущностей из Викиданные. Количество загруженных сущностей: 500/500. |
| 10  | Березники        | село    | Получено слишком много сущностей из Викиданные. Количество загруженных сущностей: 500/500. |
| 11  | Ботеево          | деревня | Получено слишком много сущностей из Викиданные. Количество загруженных сущностей: 500/500. |
| 12  | Быково           | деревня | Получено слишком много сущностей из Викиданные. Количество загруженных сущностей: 500/500. |
| 13  | Вакорино         | деревня | Получено слишком много сущностей из Викиданные. Количество загруженных сущностей: 500/500. |
| 14  | Василево         | деревня | Получено слишком много сущностей из Викиданные. Количество загруженных сущностей: 500/500. |
| 15  | Вахрово          | деревня | Получено слишком много сущностей из Викиданные. Количество загруженных сущностей: 500/500. |
| 16  | Введенское       | село    | Получено слишком много сущностей из Викиданные. Количество загруженных сущностей: 500/500. |
| 17  | Верино           | деревня | Получено слишком много сущностей из Викиданные. Количество загруженных сущностей: 500/500. |
| 18  | Вондога          | деревня | Получено слишком много сущностей из Викиданные. Количество загруженных сущностей: 500/500. |
| 19  | Ворончиха        | деревня | Получено слишком много сущностей из Викиданные. Количество загруженных сущностей: 500/500. |
| 20  | Выгузово         | деревня | Получено слишком много сущностей из Викиданные. Количество загруженных сущностей: 500/500. |
| 21  | Высоково         | деревня | Получено слишком много сущностей из Викиданные. Количество загруженных сущностей: 500/500. |
| 22  | Вязовское        | село    | Получено слишком много сущностей из Викиданные. Количество загруженных сущностей: 500/500. |
| 23  | Головино         | деревня | Получено слишком много сущностей из Викиданные. Количество загруженных сущностей: 500/500. |
| 24  | Головино         | деревня | Получено слишком много сущностей из Викиданные. Количество загруженных сущностей: 500/500. |
| 25  | Голчаново        | деревня | Получено слишком много сущностей из Викиданные. Количество загруженных сущностей: 500/500. |
| 26  | Деревеньки       | деревня | Получено слишком много сущностей из Викиданные. Количество загруженных сущностей: 500/500. |
| 27  | Домовицы         | село    | Получено слишком много сущностей из Викиданные. Количество загруженных сущностей: 500/500. |
| 28  | Дуляпино         | село    | Получено слишком много сущностей из Викиданные. Количество загруженных сущностей: 500/500. |
| 29  | Душилово         | деревня | Получено слишком много сущностей из Викиданные. Количество загруженных сущностей: 500/500. |
| 30  | Ермолино         | село    | Получено слишком много сущностей из Викиданные. Количество загруженных сущностей: 500/500. |
| 31  | Жуково           | деревня | Получено слишком много сущностей из Викиданные. Количество загруженных сущностей: 500/500. |
| 32  | Захарьино        | деревня | Получено слишком много сущностей из Викиданные. Количество загруженных сущностей: 500/500. |
| 33  | Земляничный      | деревня | Получено слишком много сущностей из Викиданные. Количество загруженных сущностей: 500/500. |
| 34  | Иванково         | деревня | Получено слишком много сущностей из Викиданные. Количество загруженных сущностей: 500/500. |
| 35  | Иванцево         | село    | Получено слишком много сущностей из Викиданные. Количество загруженных сущностей: 500/500. |
| 36  | Игнатовское      | село    | Получено слишком много сущностей из Викиданные. Количество загруженных сущностей: 500/500. |
| 37  | Игрищи           | деревня | Получено слишком много сущностей из Викиданные. Количество загруженных сущностей: 500/500. |
| 38  | Ильинское        | деревня | Получено слишком много сущностей из Викиданные. Количество загруженных сущностей: 500/500. |
| 39  | Ильинское        | село    | Получено слишком много сущностей из Викиданные. Количество загруженных сущностей: 500/500. |
| 40  | Исаевское        | деревня | Получено слишком много сущностей из Викиданные. Количество загруженных сущностей: 500/500. |
| 41  | Каликино         | деревня | Получено слишком много сущностей из Викиданные. Количество загруженных сущностей: 500/500. |
| 42  | Калинино         | деревня | Получено слишком много сущностей из Викиданные. Количество загруженных сущностей: 500/500. |
| 43  | Каргашино        | деревня | Получено слишком много сущностей из Викиданные. Количество загруженных сущностей: 500/500. |
| 44  | Каризино         | деревня | Получено слишком много сущностей из Викиданные. Количество загруженных сущностей: 500/500. |
| 45  | Клевнево         | деревня | Получено слишком много сущностей из Викиданные. Количество загруженных сущностей: 500/500. |
| 46  | Климово          | деревня | Получено слишком много сущностей из Викиданные. Количество загруженных сущностей: 500/500. |
| 47  | Койгоры          | деревня | Получено слишком много сущностей из Викиданные. Количество загруженных сущностей: 500/500. |
| 48  | Косогоры         | деревня | Получено слишком много сущностей из Викиданные. Количество загруженных сущностей: 500/500. |
| 49  | Котово           | деревня | Получено слишком много сущностей из Викиданные. Количество загруженных сущностей: 500/500. |
| 50  | Лемятиха         | деревня | Получено слишком много сущностей из Викиданные. Количество загруженных сущностей: 500/500. |
| 51  | Лопатино         | деревня | Получено слишком много сущностей из Викиданные. Количество загруженных сущностей: 500/500. |
| 52  | Максимовка       | деревня | Получено слишком много сущностей из Викиданные. Количество загруженных сущностей: 500/500. |
| 53  | Маланино         | деревня | Получено слишком много сущностей из Викиданные. Количество загруженных сущностей: 500/500. |
| 54  | Малаховская      | деревня | Получено слишком много сущностей из Викиданные. Количество загруженных сущностей: 500/500. |
| 55  | Малуево          | деревня | Получено слишком много сущностей из Викиданные. Количество загруженных сущностей: 500/500. |
| 56  | Марьинское       | село    | Получено слишком много сущностей из Викиданные. Количество загруженных сущностей: 500/500. |
| 57  | Медведково       | село    | Получено слишком много сущностей из Викиданные. Количество загруженных сущностей: 500/500. |
| 58  | Михайловское     | село    | Получено слишком много сущностей из Викиданные. Количество загруженных сущностей: 500/500. |
| 59  | Михальково       | село    | Получено слишком много сущностей из Викиданные. Количество загруженных сущностей: 500/500. |
| 60  | Морозово         | деревня | Получено слишком много сущностей из Викиданные. Количество загруженных сущностей: 500/500. |
| 61  | Мостечное        | деревня | Получено слишком много сущностей из Викиданные. Количество загруженных сущностей: 500/500. |
| 62  | Никольское       | село    | Получено слишком много сущностей из Викиданные. Количество загруженных сущностей: 500/500. |
| 63  | Никульское       | деревня | Получено слишком много сущностей из Викиданные. Количество загруженных сущностей: 500/500. |
| 64  | Новинки          | деревня | Получено слишком много сущностей из Викиданные. Количество загруженных сущностей: 500/500. |
| 65  | Новино           | деревня | Получено слишком много сущностей из Викиданные. Количество загруженных сущностей: 500/500. |
| 66  | Новое Первое     | деревня | Получено слишком много сущностей из Викиданные. Количество загруженных сущностей: 500/500. |
| 67  | Олюково          | деревня | Получено слишком много сущностей из Викиданные. Количество загруженных сущностей: 500/500. |
| 68  | Панино           | деревня | Получено слишком много сущностей из Викиданные. Количество загруженных сущностей: 500/500. |
| 69  | Панино           | деревня | Получено слишком много сущностей из Викиданные. Количество загруженных сущностей: 500/500. |
| 70  | Паньково         | деревня | Получено слишком много сущностей из Викиданные. Количество загруженных сущностей: 500/500. |
| 71  | Первое Мая       | деревня | Получено слишком много сущностей из Викиданные. Количество загруженных сущностей: 500/500. |
| 72  | Петрушиха        | деревня | Получено слишком много сущностей из Викиданные. Количество загруженных сущностей: 500/500. |
| 73  | Погост           | село    | Получено слишком много сущностей из Викиданные. Количество загруженных сущностей: 500/500. |
| 74  | Попадинки        | деревня | Получено слишком много сущностей из Викиданные. Количество загруженных сущностей: 500/500. |
| 75  | Попадино         | деревня | Получено слишком много сущностей из Викиданные. Количество загруженных сущностей: 500/500. |
| 76  | Приволье         | деревня | Получено слишком много сущностей из Викиданные. Количество загруженных сущностей: 500/500. |
| 77  | Пяльцево         | деревня | Получено слишком много сущностей из Викиданные. Количество загруженных сущностей: 500/500. |
| 78  | Реньково         | деревня | Получено слишком много сущностей из Викиданные. Количество загруженных сущностей: 500/500. |
| 79  | Реутово          | деревня | Получено слишком много сущностей из Викиданные. Количество загруженных сущностей: 500/500. |
| 80  | Рожство          | деревня | Получено слишком много сущностей из Викиданные. Количество загруженных сущностей: 500/500. |
| 81  | Сафроново        | деревня | Получено слишком много сущностей из Викиданные. Количество загруженных сущностей: 500/500. |
| 82  | Скоково          | деревня | Получено слишком много сущностей из Викиданные. Количество загруженных сущностей: 500/500. |
| 83  | Слабунино        | деревня | Получено слишком много сущностей из Викиданные. Количество загруженных сущностей: 500/500. |
| 84  | Снетиново        | деревня | Получено слишком много сущностей из Викиданные. Количество загруженных сущностей: 500/500. |
| 85  | Собанцеево       | деревня | Получено слишком много сущностей из Викиданные. Количество загруженных сущностей: 500/500. |
| 86  | Спас-Нозыга      | село    | Получено слишком много сущностей из Викиданные. Количество загруженных сущностей: 500/500. |
| 87  | Старостино       | деревня | Получено слишком много сущностей из Викиданные. Количество загруженных сущностей: 500/500. |
| 88  | Ступино          | деревня | Получено слишком много сущностей из Викиданные. Количество загруженных сущностей: 500/500. |
| 89  | Твердислово      | деревня | Получено слишком много сущностей из Викиданные. Количество загруженных сущностей: 500/500. |
| 90  | Филиковка        | деревня | Получено слишком много сущностей из Викиданные. Количество загруженных сущностей: 500/500. |
| 91  | Фоминское        | село    | Получено слишком много сущностей из Викиданные. Количество загруженных сущностей: 500/500. |
| 92  | Фоминское        | деревня | Получено слишком много сущностей из Викиданные. Количество загруженных сущностей: 500/500. |
| 93  | Фряньково        | село    | Получено слишком много сущностей из Викиданные. Количество загруженных сущностей: 500/500. |
| 94  | Фурманов         | город   |                                                                                            |
| 95  | Хлябово          | деревня | Получено слишком много сущностей из Викиданные. Количество загруженных сущностей: 500/500. |
| 96  | Хромцово         | село    | Получено слишком много сущностей из Викиданные. Количество загруженных сущностей: 500/500. |
| 97  | Цветаево         | деревня | Получено слишком много сущностей из Викиданные. Количество загруженных сущностей: 500/500. |
| 98  | Шарапово         | деревня | Получено слишком много сущностей из Викиданные. Количество загруженных сущностей: 500/500. |
| 99  | Шевлягино        | деревня | Получено слишком много сущностей из Викиданные. Количество загруженных сущностей: 500/500. |
| 100 | Широково         | село    | Получено слишком много сущностей из Викиданные. Количество загруженных сущностей: 500/500. |
| 101 | Шульгино         | деревня | Получено слишком много сущностей из Викиданные. Количество загруженных сущностей: 500/500. |
| 102 | Шухомош          | село    | Получено слишком много сущностей из Викиданные. Количество загруженных сущностей: 500/500. |
| 103 | Языково          | деревня | Получено слишком много сущностей из Викиданные. Количество загруженных сущностей: 500/500. |
| 104 | Яковлевское      | деревня | Получено слишком много сущностей из Викиданные. Количество загруженных сущностей: 500/500. |

## Шуйский
| №   | Населённый пункт    | Тип     | Население                                                                                  |
| --- | ------------------- | ------- | ------------------------------------------------------------------------------------------ |
| 1   | Абрамово            | деревня | Получено слишком много сущностей из Викиданные. Количество загруженных сущностей: 500/500. |
| 2   | Авдеево             | деревня | Получено слишком много сущностей из Викиданные. Количество загруженных сущностей: 500/500. |
| 3   | Аистово             | деревня | Получено слишком много сущностей из Викиданные. Количество загруженных сущностей: 500/500. |
| 4   | Алёшево             | деревня | Получено слишком много сущностей из Викиданные. Количество загруженных сущностей: 500/500. |
| 5   | Анфимово            | деревня | Получено слишком много сущностей из Викиданные. Количество загруженных сущностей: 500/500. |
| 6   | Арефино             | деревня | Получено слишком много сущностей из Викиданные. Количество загруженных сущностей: 500/500. |
| 7   | Аристово            | деревня | Получено слишком много сущностей из Викиданные. Количество загруженных сущностей: 500/500. |
| 8   | Артемово            | деревня | Получено слишком много сущностей из Викиданные. Количество загруженных сущностей: 500/500. |
| 9   | Афанасьевское       | село    | Получено слишком много сущностей из Викиданные. Количество загруженных сущностей: 500/500. |
| 10  | Баламутово          | деревня | Получено слишком много сущностей из Викиданные. Количество загруженных сущностей: 500/500. |
| 11  | Банево              | деревня | Получено слишком много сущностей из Викиданные. Количество загруженных сущностей: 500/500. |
| 12  | Бильдюхино          | деревня | Получено слишком много сущностей из Викиданные. Количество загруженных сущностей: 500/500. |
| 13  | Блудницыно          | деревня | Получено слишком много сущностей из Викиданные. Количество загруженных сущностей: 500/500. |
| 14  | Борячиха            | деревня | Получено слишком много сущностей из Викиданные. Количество загруженных сущностей: 500/500. |
| 15  | Брылиха             | деревня | Получено слишком много сущностей из Викиданные. Количество загруженных сущностей: 500/500. |
| 16  | Василево            | деревня | Получено слишком много сущностей из Викиданные. Количество загруженных сущностей: 500/500. |
| 17  | Васильевское        | село    | Получено слишком много сущностей из Викиданные. Количество загруженных сущностей: 500/500. |
| 18  | Введенье            | село    | Получено слишком много сущностей из Викиданные. Количество загруженных сущностей: 500/500. |
| 19  | Векино              | деревня | Получено слишком много сущностей из Викиданные. Количество загруженных сущностей: 500/500. |
| 20  | Вихрево             | деревня | Получено слишком много сущностей из Викиданные. Количество загруженных сущностей: 500/500. |
| 21  | Власьево            | деревня | Получено слишком много сущностей из Викиданные. Количество загруженных сущностей: 500/500. |
| 22  | Власьево            | деревня | Получено слишком много сущностей из Викиданные. Количество загруженных сущностей: 500/500. |
| 23  | Воронеж             | деревня | Получено слишком много сущностей из Викиданные. Количество загруженных сущностей: 500/500. |
| 24  | Высоково            | деревня | Получено слишком много сущностей из Викиданные. Количество загруженных сущностей: 500/500. |
| 25  | Высоково            | деревня | Получено слишком много сущностей из Викиданные. Количество загруженных сущностей: 500/500. |
| 26  | Высоково            | деревня | Получено слишком много сущностей из Викиданные. Количество загруженных сущностей: 500/500. |
| 27  | Гари                | деревня | Получено слишком много сущностей из Викиданные. Количество загруженных сущностей: 500/500. |
| 28  | Гнездилово          | деревня | Получено слишком много сущностей из Викиданные. Количество загруженных сущностей: 500/500. |
| 29  | Горицы              | село    | Получено слишком много сущностей из Викиданные. Количество загруженных сущностей: 500/500. |
| 30  | Горяново            | деревня | Получено слишком много сущностей из Викиданные. Количество загруженных сущностей: 500/500. |
| 31  | Гришуково           | деревня | Получено слишком много сущностей из Викиданные. Количество загруженных сущностей: 500/500. |
| 32  | Гумнищи             | деревня | Получено слишком много сущностей из Викиданные. Количество загруженных сущностей: 500/500. |
| 33  | Дворишки Большие    | деревня | Получено слишком много сущностей из Викиданные. Количество загруженных сущностей: 500/500. |
| 34  | Декрино             | деревня | Получено слишком много сущностей из Викиданные. Количество загруженных сущностей: 500/500. |
| 35  | Дорожаево           | село    | Получено слишком много сущностей из Викиданные. Количество загруженных сущностей: 500/500. |
| 36  | Дунилово            | село    | Получено слишком много сущностей из Викиданные. Количество загруженных сущностей: 500/500. |
| 37  | Егорий              | село    | Получено слишком много сущностей из Викиданные. Количество загруженных сущностей: 500/500. |
| 38  | Елизарово           | деревня | Получено слишком много сущностей из Викиданные. Количество загруженных сущностей: 500/500. |
| 39  | Жизнево             | деревня | Получено слишком много сущностей из Викиданные. Количество загруженных сущностей: 500/500. |
| 40  | Запрудново          | деревня | Получено слишком много сущностей из Викиданные. Количество загруженных сущностей: 500/500. |
| 41  | Затхлино            | деревня | Получено слишком много сущностей из Викиданные. Количество загруженных сущностей: 500/500. |
| 42  | Захарово            | деревня | Получено слишком много сущностей из Викиданные. Количество загруженных сущностей: 500/500. |
| 43  | Зелёный Бор         | село    | Получено слишком много сущностей из Викиданные. Количество загруженных сущностей: 500/500. |
| 44  | Зименки             | село    | Получено слишком много сущностей из Викиданные. Количество загруженных сущностей: 500/500. |
| 45  | Змеево              | деревня | Получено слишком много сущностей из Викиданные. Количество загруженных сущностей: 500/500. |
| 46  | Иваково             | деревня | Получено слишком много сущностей из Викиданные. Количество загруженных сущностей: 500/500. |
| 47  | Иванцево            | деревня | Получено слишком много сущностей из Викиданные. Количество загруженных сущностей: 500/500. |
| 48  | Ивашково            | деревня | Получено слишком много сущностей из Викиданные. Количество загруженных сущностей: 500/500. |
| 49  | Ивонино             | деревня | Получено слишком много сущностей из Викиданные. Количество загруженных сущностей: 500/500. |
| 50  | Ильинское           | село    | Получено слишком много сущностей из Викиданные. Количество загруженных сущностей: 500/500. |
| 51  | Исаково             | деревня | Получено слишком много сущностей из Викиданные. Количество загруженных сущностей: 500/500. |
| 52  | Камешково           | деревня | Получено слишком много сущностей из Викиданные. Количество загруженных сущностей: 500/500. |
| 53  | Качалово            | деревня | Получено слишком много сущностей из Викиданные. Количество загруженных сущностей: 500/500. |
| 54  | Китово              | село    | Получено слишком много сущностей из Викиданные. Количество загруженных сущностей: 500/500. |
| 55  | Клещёвка            | деревня | Получено слишком много сущностей из Викиданные. Количество загруженных сущностей: 500/500. |
| 56  | Кличево             | деревня | Получено слишком много сущностей из Викиданные. Количество загруженных сущностей: 500/500. |
| 57  | Клочково            | деревня | Получено слишком много сущностей из Викиданные. Количество загруженных сущностей: 500/500. |
| 58  | Княжево             | деревня | Получено слишком много сущностей из Викиданные. Количество загруженных сущностей: 500/500. |
| 59  | Колобово            | деревня | Получено слишком много сущностей из Викиданные. Количество загруженных сущностей: 500/500. |
| 60  | Колобово            | пгт     | Получено слишком много сущностей из Викиданные. Количество загруженных сущностей: 500/500. |
| 61  | Кондратцево         | деревня | Получено слишком много сущностей из Викиданные. Количество загруженных сущностей: 500/500. |
| 62  | Коровино            | деревня | Получено слишком много сущностей из Викиданные. Количество загруженных сущностей: 500/500. |
| 63  | Косячево            | деревня | Получено слишком много сущностей из Викиданные. Количество загруженных сущностей: 500/500. |
| 64  | Кочнево             | деревня | Получено слишком много сущностей из Викиданные. Количество загруженных сущностей: 500/500. |
| 65  | Кощеево             | деревня | Получено слишком много сущностей из Викиданные. Количество загруженных сущностей: 500/500. |
| 66  | Крапивново          | деревня | Получено слишком много сущностей из Викиданные. Количество загруженных сущностей: 500/500. |
| 67  | Красноармейское     | село    | Получено слишком много сущностей из Викиданные. Количество загруженных сущностей: 500/500. |
| 68  | Крохино Новое       | деревня | Получено слишком много сущностей из Викиданные. Количество загруженных сущностей: 500/500. |
| 69  | Кудряково           | деревня | Получено слишком много сущностей из Викиданные. Количество загруженных сущностей: 500/500. |
| 70  | Кузнецово           | село    | Получено слишком много сущностей из Викиданные. Количество загруженных сущностей: 500/500. |
| 71  | Курьяниново         | деревня | Получено слишком много сущностей из Викиданные. Количество загруженных сущностей: 500/500. |
| 72  | Ладыгино            | деревня | Получено слишком много сущностей из Викиданные. Количество загруженных сущностей: 500/500. |
| 73  | Ладыгино            | станция | Получено слишком много сущностей из Викиданные. Количество загруженных сущностей: 500/500. |
| 74  | Лазарево            | деревня | Получено слишком много сущностей из Викиданные. Количество загруженных сущностей: 500/500. |
| 75  | Лекунино            | деревня | Получено слишком много сущностей из Викиданные. Количество загруженных сущностей: 500/500. |
| 76  | Леньково            | деревня | Получено слишком много сущностей из Викиданные. Количество загруженных сущностей: 500/500. |
| 77  | Летнево             | деревня | Получено слишком много сущностей из Викиданные. Количество загруженных сущностей: 500/500. |
| 78  | Липняги             | деревня | Получено слишком много сущностей из Викиданные. Количество загруженных сущностей: 500/500. |
| 79  | Литвинцево          | деревня | Получено слишком много сущностей из Викиданные. Количество загруженных сущностей: 500/500. |
| 80  | Ломки               | деревня | Получено слишком много сущностей из Викиданные. Количество загруженных сущностей: 500/500. |
| 81  | Ломы                | деревня | Получено слишком много сущностей из Викиданные. Количество загруженных сущностей: 500/500. |
| 82  | Мазалово            | деревня | Получено слишком много сущностей из Викиданные. Количество загруженных сущностей: 500/500. |
| 83  | Маклаково           | деревня | Получено слишком много сущностей из Викиданные. Количество загруженных сущностей: 500/500. |
| 84  | Максимиха           | деревня | Получено слишком много сущностей из Викиданные. Количество загруженных сущностей: 500/500. |
| 85  | Максимцево          | деревня | Получено слишком много сущностей из Викиданные. Количество загруженных сущностей: 500/500. |
| 86  | Марково             | деревня | Получено слишком много сущностей из Викиданные. Количество загруженных сущностей: 500/500. |
| 87  | Меньщиково          | деревня | Получено слишком много сущностей из Викиданные. Количество загруженных сущностей: 500/500. |
| 88  | Мизгино             | деревня | Получено слишком много сущностей из Викиданные. Количество загруженных сущностей: 500/500. |
| 89  | Милюковка           | деревня | Получено слишком много сущностей из Викиданные. Количество загруженных сущностей: 500/500. |
| 90  | Михалево            | деревня | Получено слишком много сущностей из Викиданные. Количество загруженных сущностей: 500/500. |
| 91  | Михалево            | деревня | Получено слишком много сущностей из Викиданные. Количество загруженных сущностей: 500/500. |
| 92  | Михалково           | деревня | Получено слишком много сущностей из Викиданные. Количество загруженных сущностей: 500/500. |
| 93  | Мотово              | деревня | Получено слишком много сущностей из Викиданные. Количество загруженных сущностей: 500/500. |
| 94  | Мягково             | деревня | Получено слишком много сущностей из Викиданные. Количество загруженных сущностей: 500/500. |
| 95  | Никитинское         | деревня | Получено слишком много сущностей из Викиданные. Количество загруженных сущностей: 500/500. |
| 96  | Никульниково        | деревня | Получено слишком много сущностей из Викиданные. Количество загруженных сущностей: 500/500. |
| 97  | Новая               | деревня | Получено слишком много сущностей из Викиданные. Количество загруженных сущностей: 500/500. |
| 98  | Овинново            | деревня | Получено слишком много сущностей из Викиданные. Количество загруженных сущностей: 500/500. |
| 99  | Овсянниково         | деревня | Получено слишком много сущностей из Викиданные. Количество загруженных сущностей: 500/500. |
| 100 | Одинцово            | деревня | Получено слишком много сущностей из Викиданные. Количество загруженных сущностей: 500/500. |
| 101 | Озерково            | деревня | Получено слишком много сущностей из Викиданные. Количество загруженных сущностей: 500/500. |
| 102 | Орлово              | деревня | Получено слишком много сущностей из Викиданные. Количество загруженных сущностей: 500/500. |
| 103 | Остапово            | деревня | Получено слишком много сущностей из Викиданные. Количество загруженных сущностей: 500/500. |
| 104 | Павлюково           | деревня | Получено слишком много сущностей из Викиданные. Количество загруженных сущностей: 500/500. |
| 105 | Палкино             | деревня | Получено слишком много сущностей из Викиданные. Количество загруженных сущностей: 500/500. |
| 106 | Пантелеево          | деревня | Получено слишком много сущностей из Викиданные. Количество загруженных сущностей: 500/500. |
| 107 | Панютино            | деревня | Получено слишком много сущностей из Викиданные. Количество загруженных сущностей: 500/500. |
| 108 | Паршигино           | деревня | Получено слишком много сущностей из Викиданные. Количество загруженных сущностей: 500/500. |
| 109 | Перевесново         | деревня | Получено слишком много сущностей из Викиданные. Количество загруженных сущностей: 500/500. |
| 110 | Перемилово          | деревня | Получено слишком много сущностей из Викиданные. Количество загруженных сущностей: 500/500. |
| 111 | Петрилово           | деревня | Получено слишком много сущностей из Викиданные. Количество загруженных сущностей: 500/500. |
| 112 | Плехово             | деревня | Получено слишком много сущностей из Викиданные. Количество загруженных сущностей: 500/500. |
| 113 | Польки              | деревня | Получено слишком много сущностей из Викиданные. Количество загруженных сущностей: 500/500. |
| 114 | Поповское           | деревня | Получено слишком много сущностей из Викиданные. Количество загруженных сущностей: 500/500. |
| 115 | Поречье             | деревня | Получено слишком много сущностей из Викиданные. Количество загруженных сущностей: 500/500. |
| 116 | Прилив              | деревня | Получено слишком много сущностей из Викиданные. Количество загруженных сущностей: 500/500. |
| 117 | Пустошь             | село    | Получено слишком много сущностей из Викиданные. Количество загруженных сущностей: 500/500. |
| 118 | Пырьевка            | деревня | Получено слишком много сущностей из Викиданные. Количество загруженных сущностей: 500/500. |
| 119 | Репино              | деревня | Получено слишком много сущностей из Викиданные. Количество загруженных сущностей: 500/500. |
| 120 | Русилово            | деревня | Получено слишком много сущностей из Викиданные. Количество загруженных сущностей: 500/500. |
| 121 | Себерна             | деревня | Получено слишком много сущностей из Викиданные. Количество загруженных сущностей: 500/500. |
| 122 | Севастьяново        | деревня | Получено слишком много сущностей из Викиданные. Количество загруженных сущностей: 500/500. |
| 123 | Семейкино           | деревня | Получено слишком много сущностей из Викиданные. Количество загруженных сущностей: 500/500. |
| 124 | Семёново            | деревня | Получено слишком много сущностей из Викиданные. Количество загруженных сущностей: 500/500. |
| 125 | Семиново            | деревня | Получено слишком много сущностей из Викиданные. Количество загруженных сущностей: 500/500. |
| 126 | Семухино            | деревня | Получено слишком много сущностей из Викиданные. Количество загруженных сущностей: 500/500. |
| 127 | Сенино              | деревня | Получено слишком много сущностей из Викиданные. Количество загруженных сущностей: 500/500. |
| 128 | Сенниково           | деревня | Получено слишком много сущностей из Викиданные. Количество загруженных сущностей: 500/500. |
| 129 | Сергеево            | село    | Получено слишком много сущностей из Викиданные. Количество загруженных сущностей: 500/500. |
| 130 | Середнево Большое   | деревня | Получено слишком много сущностей из Викиданные. Количество загруженных сущностей: 500/500. |
| 131 | Скоморохово         | деревня | Получено слишком много сущностей из Викиданные. Количество загруженных сущностей: 500/500. |
| 132 | Слободка            | деревня | Получено слишком много сущностей из Викиданные. Количество загруженных сущностей: 500/500. |
| 133 | Станки              | деревня | Получено слишком много сущностей из Викиданные. Количество загруженных сущностей: 500/500. |
| 134 | Студенцы            | село    | Получено слишком много сущностей из Викиданные. Количество загруженных сущностей: 500/500. |
| 135 | Стяжково            | деревня | Получено слишком много сущностей из Викиданные. Количество загруженных сущностей: 500/500. |
| 136 | Тепляково           | деревня | Получено слишком много сущностей из Викиданные. Количество загруженных сущностей: 500/500. |
| 137 | Торопиха            | деревня | Получено слишком много сущностей из Викиданные. Количество загруженных сущностей: 500/500. |
| 138 | Трутнево            | деревня | Получено слишком много сущностей из Викиданные. Количество загруженных сущностей: 500/500. |
| 139 | Трясцыно            | деревня | Получено слишком много сущностей из Викиданные. Количество загруженных сущностей: 500/500. |
| 140 | Уткино              | деревня | Получено слишком много сущностей из Викиданные. Количество загруженных сущностей: 500/500. |
| 141 | Фатеево             | деревня | Получено слишком много сущностей из Викиданные. Количество загруженных сущностей: 500/500. |
| 142 | Фатьяново           | деревня | Получено слишком много сущностей из Викиданные. Количество загруженных сущностей: 500/500. |
| 143 | Федорково           | деревня | Получено слишком много сущностей из Викиданные. Количество загруженных сущностей: 500/500. |
| 144 | Федотово            | деревня | Получено слишком много сущностей из Викиданные. Количество загруженных сущностей: 500/500. |
| 145 | Филатовка           | деревня | Получено слишком много сущностей из Викиданные. Количество загруженных сущностей: 500/500. |
| 146 | Филино              | деревня | Получено слишком много сущностей из Викиданные. Количество загруженных сущностей: 500/500. |
| 147 | Харитоново          | деревня | Получено слишком много сущностей из Викиданные. Количество загруженных сущностей: 500/500. |
| 148 | Центральный         | село    | Получено слишком много сущностей из Викиданные. Количество загруженных сущностей: 500/500. |
| 149 | Чащево              | деревня | Получено слишком много сущностей из Викиданные. Количество загруженных сущностей: 500/500. |
| 150 | Чернево             | деревня | Получено слишком много сущностей из Викиданные. Количество загруженных сущностей: 500/500. |
| 151 | Чернцы              | село    | Получено слишком много сущностей из Викиданные. Количество загруженных сущностей: 500/500. |
| 152 | Чернышево           | деревня | Получено слишком много сущностей из Викиданные. Количество загруженных сущностей: 500/500. |
| 153 | Черняткино          | деревня | Получено слишком много сущностей из Викиданные. Количество загруженных сущностей: 500/500. |
| 154 | Чечкино-Богородское | село    | Получено слишком много сущностей из Викиданные. Количество загруженных сущностей: 500/500. |
| 155 | Чижово              | деревня | Получено слишком много сущностей из Викиданные. Количество загруженных сущностей: 500/500. |
| 156 | Юркино              | деревня | Получено слишком много сущностей из Викиданные. Количество загруженных сущностей: 500/500. |
| 157 | Якиманна            | деревня | Получено слишком много сущностей из Викиданные. Количество загруженных сущностей: 500/500. |
| 158 | Якушево             | деревня | Получено слишком много сущностей из Викиданные. Количество загруженных сущностей: 500/500. |

## Южский
| №  | Населённый пункт      | Тип     | Население                                                                                  |
| -- | --------------------- | ------- | ------------------------------------------------------------------------------------------ |
| 1  | Большое               | деревня | Получено слишком много сущностей из Викиданные. Количество загруженных сущностей: 500/500. |
| 2  | Борок                 | село    | Получено слишком много сущностей из Викиданные. Количество загруженных сущностей: 500/500. |
| 3  | Брюховая              | деревня | Получено слишком много сущностей из Викиданные. Количество загруженных сущностей: 500/500. |
| 4  | Быково                | деревня | Получено слишком много сущностей из Викиданные. Количество загруженных сущностей: 500/500. |
| 5  | Взвоз                 | деревня | Получено слишком много сущностей из Викиданные. Количество загруженных сущностей: 500/500. |
| 6  | Волокобино            | село    | Получено слишком много сущностей из Викиданные. Количество загруженных сущностей: 500/500. |
| 7  | Гавришево             | деревня | Получено слишком много сущностей из Викиданные. Количество загруженных сущностей: 500/500. |
| 8  | Глушицы               | деревня | Получено слишком много сущностей из Викиданные. Количество загруженных сущностей: 500/500. |
| 9  | Горки                 | деревня | Получено слишком много сущностей из Викиданные. Количество загруженных сущностей: 500/500. |
| 10 | Гридино               | посёлок | Получено слишком много сущностей из Викиданные. Количество загруженных сущностей: 500/500. |
| 11 | Груздево              | село    | Получено слишком много сущностей из Викиданные. Количество загруженных сущностей: 500/500. |
| 12 | Добрицы               | деревня | Получено слишком много сущностей из Викиданные. Количество загруженных сущностей: 500/500. |
| 13 | Домнино               | деревня | Получено слишком много сущностей из Викиданные. Количество загруженных сущностей: 500/500. |
| 14 | Емельяново            | деревня | Получено слишком много сущностей из Викиданные. Количество загруженных сущностей: 500/500. |
| 15 | Зеленино              | деревня | Получено слишком много сущностей из Викиданные. Количество загруженных сущностей: 500/500. |
| 16 | Изотино               | село    | Получено слишком много сущностей из Викиданные. Количество загруженных сущностей: 500/500. |
| 17 | Илейкино              | деревня | Получено слишком много сущностей из Викиданные. Количество загруженных сущностей: 500/500. |
| 18 | Ирыхово               | деревня | Получено слишком много сущностей из Викиданные. Количество загруженных сущностей: 500/500. |
| 19 | Истоки                | посёлок | Получено слишком много сущностей из Викиданные. Количество загруженных сущностей: 500/500. |
| 20 | Кашино                | деревня | Получено слишком много сущностей из Викиданные. Количество загруженных сущностей: 500/500. |
| 21 | Китайново             | деревня | Получено слишком много сущностей из Викиданные. Количество загруженных сущностей: 500/500. |
| 22 | Кишариха              | деревня | Получено слишком много сущностей из Викиданные. Количество загруженных сущностей: 500/500. |
| 23 | Клестово              | деревня | Получено слишком много сущностей из Викиданные. Количество загруженных сущностей: 500/500. |
| 24 | Колягино              | деревня | Получено слишком много сущностей из Викиданные. Количество загруженных сущностей: 500/500. |
| 25 | Косики                | деревня | Получено слишком много сущностей из Викиданные. Количество загруженных сущностей: 500/500. |
| 26 | Косовка               | деревня | Получено слишком много сущностей из Викиданные. Количество загруженных сущностей: 500/500. |
| 27 | Костяево              | деревня | Получено слишком много сущностей из Викиданные. Количество загруженных сущностей: 500/500. |
| 28 | Костяево              | деревня | Получено слишком много сущностей из Викиданные. Количество загруженных сущностей: 500/500. |
| 29 | Кочергино             | деревня | Получено слишком много сущностей из Викиданные. Количество загруженных сущностей: 500/500. |
| 30 | Круглово              | деревня | Получено слишком много сущностей из Викиданные. Количество загруженных сущностей: 500/500. |
| 31 | Ламна                 | деревня | Получено слишком много сущностей из Викиданные. Количество загруженных сущностей: 500/500. |
| 32 | Ламна Большая         | село    | Получено слишком много сущностей из Викиданные. Количество загруженных сущностей: 500/500. |
| 33 | Ламна Малая           | село    | Получено слишком много сущностей из Викиданные. Количество загруженных сущностей: 500/500. |
| 34 | Легково               | деревня | Получено слишком много сущностей из Викиданные. Количество загруженных сущностей: 500/500. |
| 35 | Лукино                | деревня | Получено слишком много сущностей из Викиданные. Количество загруженных сущностей: 500/500. |
| 36 | Лучкино               | деревня | Получено слишком много сущностей из Викиданные. Количество загруженных сущностей: 500/500. |
| 37 | Максимово             | деревня | Получено слишком много сущностей из Викиданные. Количество загруженных сущностей: 500/500. |
| 38 | Мальцево              | деревня | Получено слишком много сущностей из Викиданные. Количество загруженных сущностей: 500/500. |
| 39 | Маньшино              | деревня | Получено слишком много сущностей из Викиданные. Количество загруженных сущностей: 500/500. |
| 40 | Мешаловка             | деревня | Получено слишком много сущностей из Викиданные. Количество загруженных сущностей: 500/500. |
| 41 | Михали                | деревня | Получено слишком много сущностей из Викиданные. Количество загруженных сущностей: 500/500. |
| 42 | Михеево               | деревня | Получено слишком много сущностей из Викиданные. Количество загруженных сущностей: 500/500. |
| 43 | Мордовское            | село    | Получено слишком много сущностей из Викиданные. Количество загруженных сущностей: 500/500. |
| 44 | Моста                 | село    | Получено слишком много сущностей из Викиданные. Количество загруженных сущностей: 500/500. |
| 45 | Мугреево-Дмитриевское | село    | Получено слишком много сущностей из Викиданные. Количество загруженных сущностей: 500/500. |
| 46 | Мугреево-Никольское   | село    | Получено слишком много сущностей из Викиданные. Количество загруженных сущностей: 500/500. |
| 47 | Мугреевский           | село    | Получено слишком много сущностей из Викиданные. Количество загруженных сущностей: 500/500. |
| 48 | Нагорново             | деревня | Получено слишком много сущностей из Викиданные. Количество загруженных сущностей: 500/500. |
| 49 | Нефёдово              | деревня | Получено слишком много сущностей из Викиданные. Количество загруженных сущностей: 500/500. |
| 50 | Никулиха              | деревня | Получено слишком много сущностей из Викиданные. Количество загруженных сущностей: 500/500. |
| 51 | Новоклязьминское      | село    | Получено слишком много сущностей из Викиданные. Количество загруженных сущностей: 500/500. |
| 52 | Павлицы               | деревня | Получено слишком много сущностей из Викиданные. Количество загруженных сущностей: 500/500. |
| 53 | Пашки                 | деревня | Получено слишком много сущностей из Викиданные. Количество загруженных сущностей: 500/500. |
| 54 | Петушки               | деревня | Получено слишком много сущностей из Викиданные. Количество загруженных сущностей: 500/500. |
| 55 | Погорелка             | деревня | Получено слишком много сущностей из Викиданные. Количество загруженных сущностей: 500/500. |
| 56 | Подьелово             | деревня | Получено слишком много сущностей из Викиданные. Количество загруженных сущностей: 500/500. |
| 57 | Преображенское        | село    | Получено слишком много сущностей из Викиданные. Количество загруженных сущностей: 500/500. |
| 58 | Пустынь               | деревня | Получено слишком много сущностей из Викиданные. Количество загруженных сущностей: 500/500. |
| 59 | Растовицы             | деревня | Получено слишком много сущностей из Викиданные. Количество загруженных сущностей: 500/500. |
| 60 | Реброво               | деревня | Получено слишком много сущностей из Викиданные. Количество загруженных сущностей: 500/500. |
| 61 | Русино                | деревня | Получено слишком много сущностей из Викиданные. Количество загруженных сущностей: 500/500. |
| 62 | Ряполово              | село    | Получено слишком много сущностей из Викиданные. Количество загруженных сущностей: 500/500. |
| 63 | Селищи                | деревня | Получено слишком много сущностей из Викиданные. Количество загруженных сущностей: 500/500. |
| 64 | Сергеево              | деревня | Получено слишком много сущностей из Викиданные. Количество загруженных сущностей: 500/500. |
| 65 | Снегирево             | деревня | Получено слишком много сущностей из Викиданные. Количество загруженных сущностей: 500/500. |
| 66 | Соино                 | деревня | Получено слишком много сущностей из Викиданные. Количество загруженных сущностей: 500/500. |
| 67 | Спасское              | деревня | Получено слишком много сущностей из Викиданные. Количество загруженных сущностей: 500/500. |
| 68 | Суземье               | деревня | Получено слишком много сущностей из Викиданные. Количество загруженных сущностей: 500/500. |
| 69 | Талицы                | село    | Получено слишком много сущностей из Викиданные. Количество загруженных сущностей: 500/500. |
| 70 | Тараканово            | деревня | Получено слишком много сущностей из Викиданные. Количество загруженных сущностей: 500/500. |
| 71 | Тарантаево            | деревня | Получено слишком много сущностей из Викиданные. Количество загруженных сущностей: 500/500. |
| 72 | Тарасиха              | деревня | Получено слишком много сущностей из Викиданные. Количество загруженных сущностей: 500/500. |
| 73 | Травино               | деревня | Получено слишком много сущностей из Викиданные. Количество загруженных сущностей: 500/500. |
| 74 | Федьково              | деревня | Получено слишком много сущностей из Викиданные. Количество загруженных сущностей: 500/500. |
| 75 | Холуй                 | село    | Получено слишком много сущностей из Викиданные. Количество загруженных сущностей: 500/500. |
| 76 | Хотимль               | село    | Получено слишком много сущностей из Викиданные. Количество загруженных сущностей: 500/500. |
| 77 | Черемисино            | деревня | Получено слишком много сущностей из Викиданные. Количество загруженных сущностей: 500/500. |
| 78 | Чеусово               | деревня | Получено слишком много сущностей из Викиданные. Количество загруженных сущностей: 500/500. |
| 79 | Шеверниха             | деревня | Получено слишком много сущностей из Викиданные. Количество загруженных сущностей: 500/500. |
| 80 | Южа                   | город   | Получено слишком много сущностей из Викиданные. Количество загруженных сущностей: 500/500. |
| 81 | Южа                   | село    | Получено слишком много сущностей из Викиданные. Количество загруженных сущностей: 500/500. |
| 82 | 56 Пикет              | деревня | Получено слишком много сущностей из Викиданные. Количество загруженных сущностей: 500/500. |

## Юрьевецкий
| №   | Населённый пункт    | Тип     | Население                                                                                  |
| --- | ------------------- | ------- | ------------------------------------------------------------------------------------------ |
| 1   | Абрамово            | деревня | Получено слишком много сущностей из Викиданные. Количество загруженных сущностей: 500/500. |
| 2   | Аксениха            | деревня | Получено слишком много сущностей из Викиданные. Количество загруженных сущностей: 500/500. |
| 3   | Аксениха            | деревня | Получено слишком много сущностей из Викиданные. Количество загруженных сущностей: 500/500. |
| 4   | Акулиха             | деревня | Получено слишком много сущностей из Викиданные. Количество загруженных сущностей: 500/500. |
| 5   | Алешково            | деревня | Получено слишком много сущностей из Викиданные. Количество загруженных сущностей: 500/500. |
| 6   | Амбросово           | деревня | Получено слишком много сущностей из Викиданные. Количество загруженных сущностей: 500/500. |
| 7   | Андрейково          | деревня | Получено слишком много сущностей из Викиданные. Количество загруженных сущностей: 500/500. |
| 8   | Андрониха           | деревня | Получено слишком много сущностей из Викиданные. Количество загруженных сущностей: 500/500. |
| 9   | Аристиха            | деревня | Получено слишком много сущностей из Викиданные. Количество загруженных сущностей: 500/500. |
| 10  | Астафьево           | деревня | Получено слишком много сущностей из Викиданные. Количество загруженных сущностей: 500/500. |
| 11  | Барабаниха          | деревня | Получено слишком много сущностей из Викиданные. Количество загруженных сущностей: 500/500. |
| 12  | Бараниха            | деревня | Получено слишком много сущностей из Викиданные. Количество загруженных сущностей: 500/500. |
| 13  | Барсуки             | деревня | Получено слишком много сущностей из Викиданные. Количество загруженных сущностей: 500/500. |
| 14  | Белоусиха           | деревня | Получено слишком много сущностей из Викиданные. Количество загруженных сущностей: 500/500. |
| 15  | Беляево             | деревня | Получено слишком много сущностей из Викиданные. Количество загруженных сущностей: 500/500. |
| 16  | Бенькино            | деревня | Получено слишком много сущностей из Викиданные. Количество загруженных сущностей: 500/500. |
| 17  | Бердиха             | деревня | Получено слишком много сущностей из Викиданные. Количество загруженных сущностей: 500/500. |
| 18  | Богомолово          | деревня | Получено слишком много сущностей из Викиданные. Количество загруженных сущностей: 500/500. |
| 19  | Боровое             | деревня | Получено слишком много сущностей из Викиданные. Количество загруженных сущностей: 500/500. |
| 20  | Ботынино            | деревня | Получено слишком много сущностей из Викиданные. Количество загруженных сущностей: 500/500. |
| 21  | Бурково             | деревня | Получено слишком много сущностей из Викиданные. Количество загруженных сущностей: 500/500. |
| 22  | Бухарино            | деревня | Получено слишком много сущностей из Викиданные. Количество загруженных сущностей: 500/500. |
| 23  | Быстрица            | деревня | Получено слишком много сущностей из Викиданные. Количество загруженных сущностей: 500/500. |
| 24  | Ваньково            | деревня | Получено слишком много сущностей из Викиданные. Количество загруженных сущностей: 500/500. |
| 25  | Васильевка          | деревня | Получено слишком много сущностей из Викиданные. Количество загруженных сущностей: 500/500. |
| 26  | Воробьёво           | деревня | Получено слишком много сущностей из Викиданные. Количество загруженных сущностей: 500/500. |
| 27  | Гагариха            | деревня | Получено слишком много сущностей из Викиданные. Количество загруженных сущностей: 500/500. |
| 28  | Гарь                | деревня | Получено слишком много сущностей из Викиданные. Количество загруженных сущностей: 500/500. |
| 29  | Гарь Большая        | деревня | Получено слишком много сущностей из Викиданные. Количество загруженных сущностей: 500/500. |
| 30  | Голодаево           | деревня | Получено слишком много сущностей из Викиданные. Количество загруженных сущностей: 500/500. |
| 31  | Горшуково           | деревня | Получено слишком много сущностей из Викиданные. Количество загруженных сущностей: 500/500. |
| 32  | Гречушное           | деревня | Получено слишком много сущностей из Викиданные. Количество загруженных сущностей: 500/500. |
| 33  | Гришино             | деревня | Получено слишком много сущностей из Викиданные. Количество загруженных сущностей: 500/500. |
| 34  | Гузавино            | деревня | Получено слишком много сущностей из Викиданные. Количество загруженных сущностей: 500/500. |
| 35  | Дворищи             | деревня | Получено слишком много сущностей из Викиданные. Количество загруженных сущностей: 500/500. |
| 36  | Демидовка           | деревня | Получено слишком много сущностей из Викиданные. Количество загруженных сущностей: 500/500. |
| 37  | Дорки               | село    | Получено слишком много сущностей из Викиданные. Количество загруженных сущностей: 500/500. |
| 38  | Дубнево             | деревня | Получено слишком много сущностей из Викиданные. Количество загруженных сущностей: 500/500. |
| 39  | Елнать              | село    | Получено слишком много сущностей из Викиданные. Количество загруженных сущностей: 500/500. |
| 40  | Ермоленка           | деревня | Получено слишком много сущностей из Викиданные. Количество загруженных сущностей: 500/500. |
| 41  | Ермолово            | деревня | Получено слишком много сущностей из Викиданные. Количество загруженных сущностей: 500/500. |
| 42  | Ершиха              | деревня | Получено слишком много сущностей из Викиданные. Количество загруженных сущностей: 500/500. |
| 43  | Жарки               | село    | Получено слишком много сущностей из Викиданные. Количество загруженных сущностей: 500/500. |
| 44  | Жары                | деревня | Получено слишком много сущностей из Викиданные. Количество загруженных сущностей: 500/500. |
| 45  | Жуковка             | село    | Получено слишком много сущностей из Викиданные. Количество загруженных сущностей: 500/500. |
| 46  | Заднево             | деревня | Получено слишком много сущностей из Викиданные. Количество загруженных сущностей: 500/500. |
| 47  | Задорожье           | село    | Получено слишком много сущностей из Викиданные. Количество загруженных сущностей: 500/500. |
| 48  | Заливенки           | деревня | Получено слишком много сущностей из Викиданные. Количество загруженных сущностей: 500/500. |
| 49  | Захариха            | деревня | Получено слишком много сущностей из Викиданные. Количество загруженных сущностей: 500/500. |
| 50  | Злобино             | деревня | Получено слишком много сущностей из Викиданные. Количество загруженных сущностей: 500/500. |
| 51  | Зыково              | деревня | Получено слишком много сущностей из Викиданные. Количество загруженных сущностей: 500/500. |
| 52  | Зяблово             | деревня | Получено слишком много сущностей из Викиданные. Количество загруженных сущностей: 500/500. |
| 53  | Иваниха             | деревня | Получено слишком много сущностей из Викиданные. Количество загруженных сущностей: 500/500. |
| 54  | Иваниха             | деревня | Получено слишком много сущностей из Викиданные. Количество загруженных сущностей: 500/500. |
| 55  | Иваньково           | деревня | Получено слишком много сущностей из Викиданные. Количество загруженных сущностей: 500/500. |
| 56  | Ильинское           | село    | Получено слишком много сущностей из Викиданные. Количество загруженных сущностей: 500/500. |
| 57  | Истомиха            | деревня | Получено слишком много сущностей из Викиданные. Количество загруженных сущностей: 500/500. |
| 58  | Казаковка           | деревня | Получено слишком много сущностей из Викиданные. Количество загруженных сущностей: 500/500. |
| 59  | Калитиха            | деревня | Получено слишком много сущностей из Викиданные. Количество загруженных сущностей: 500/500. |
| 60  | Каменники           | село    | Получено слишком много сущностей из Викиданные. Количество загруженных сущностей: 500/500. |
| 61  | Кашино              | деревня | Получено слишком много сущностей из Викиданные. Количество загруженных сущностей: 500/500. |
| 62  | Киселево Большое    | деревня | Получено слишком много сущностей из Викиданные. Количество загруженных сущностей: 500/500. |
| 63  | Киселево Малое      | деревня | Получено слишком много сущностей из Викиданные. Количество загруженных сущностей: 500/500. |
| 64  | Клипичиха           | деревня | Получено слишком много сущностей из Викиданные. Количество загруженных сущностей: 500/500. |
| 65  | Козлятево           | деревня | Получено слишком много сущностей из Викиданные. Количество загруженных сущностей: 500/500. |
| 66  | Кокуево             | деревня | Получено слишком много сущностей из Викиданные. Количество загруженных сущностей: 500/500. |
| 67  | Колобово            | деревня | Получено слишком много сущностей из Викиданные. Количество загруженных сущностей: 500/500. |
| 68  | Коноплищи           | деревня | Получено слишком много сущностей из Викиданные. Количество загруженных сущностей: 500/500. |
| 69  | Корениха            | деревня | Получено слишком много сущностей из Викиданные. Количество загруженных сущностей: 500/500. |
| 70  | Корючиха            | деревня | Получено слишком много сущностей из Викиданные. Количество загруженных сущностей: 500/500. |
| 71  | Костровка           | деревня | Получено слишком много сущностей из Викиданные. Количество загруженных сущностей: 500/500. |
| 72  | Костяево Большое    | деревня | Получено слишком много сущностей из Викиданные. Количество загруженных сущностей: 500/500. |
| 73  | Коурцево            | деревня | Получено слишком много сущностей из Викиданные. Количество загруженных сущностей: 500/500. |
| 74  | Кошкино             | деревня | Получено слишком много сущностей из Викиданные. Количество загруженных сущностей: 500/500. |
| 75  | Крутцы-Орешки       | деревня | Получено слишком много сущностей из Викиданные. Количество загруженных сущностей: 500/500. |
| 76  | Крутцы-Осинки       | деревня | Получено слишком много сущностей из Викиданные. Количество загруженных сущностей: 500/500. |
| 77  | Крутцы-Шеляуховские | деревня | Получено слишком много сущностей из Викиданные. Количество загруженных сущностей: 500/500. |
| 78  | Кузьминское         | деревня | Получено слишком много сущностей из Викиданные. Количество загруженных сущностей: 500/500. |
| 79  | Кулигино            | деревня | Получено слишком много сущностей из Викиданные. Количество загруженных сущностей: 500/500. |
| 80  | Куретнево           | деревня | Получено слишком много сущностей из Викиданные. Количество загруженных сущностей: 500/500. |
| 81  | Лазарево            | село    | Получено слишком много сущностей из Викиданные. Количество загруженных сущностей: 500/500. |
| 82  | Латышиха            | деревня | Получено слишком много сущностей из Викиданные. Количество загруженных сущностей: 500/500. |
| 83  | Левино              | деревня | Получено слишком много сущностей из Викиданные. Количество загруженных сущностей: 500/500. |
| 84  | Лилеково            | деревня | Получено слишком много сущностей из Викиданные. Количество загруженных сущностей: 500/500. |
| 85  | Липовка             | деревня | Получено слишком много сущностей из Викиданные. Количество загруженных сущностей: 500/500. |
| 86  | Лиховская           | деревня | Получено слишком много сущностей из Викиданные. Количество загруженных сущностей: 500/500. |
| 87  | Лобаны              | деревня | Получено слишком много сущностей из Викиданные. Количество загруженных сущностей: 500/500. |
| 88  | Лукшино             | деревня | Получено слишком много сущностей из Викиданные. Количество загруженных сущностей: 500/500. |
| 89  | Люхино              | деревня | Получено слишком много сущностей из Викиданные. Количество загруженных сущностей: 500/500. |
| 90  | Ляндиха             | деревня | Получено слишком много сущностей из Викиданные. Количество загруженных сущностей: 500/500. |
| 91  | Мазнево             | деревня | Получено слишком много сущностей из Викиданные. Количество загруженных сущностей: 500/500. |
| 92  | Максимково          | деревня | Получено слишком много сущностей из Викиданные. Количество загруженных сущностей: 500/500. |
| 93  | Мальгино            | деревня | Получено слишком много сущностей из Викиданные. Количество загруженных сущностей: 500/500. |
| 94  | Матвеевская         | деревня | Получено слишком много сущностей из Викиданные. Количество загруженных сущностей: 500/500. |
| 95  | Мауриха             | деревня | Получено слишком много сущностей из Викиданные. Количество загруженных сущностей: 500/500. |
| 96  | Махлово             | деревня | Получено слишком много сущностей из Викиданные. Количество загруженных сущностей: 500/500. |
| 97  | Меленка             | деревня | Получено слишком много сущностей из Викиданные. Количество загруженных сущностей: 500/500. |
| 98  | Меньшиково          | деревня | Получено слишком много сущностей из Викиданные. Количество загруженных сущностей: 500/500. |
| 99  | Михайлово           | деревня | Получено слишком много сущностей из Викиданные. Количество загруженных сущностей: 500/500. |
| 100 | Мокино              | деревня | Получено слишком много сущностей из Викиданные. Количество загруженных сущностей: 500/500. |
| 101 | Молево              | деревня | Получено слишком много сущностей из Викиданные. Количество загруженных сущностей: 500/500. |
| 102 | Мохнево             | деревня | Получено слишком много сущностей из Викиданные. Количество загруженных сущностей: 500/500. |
| 103 | Никитино            | деревня | Получено слишком много сущностей из Викиданные. Количество загруженных сущностей: 500/500. |
| 104 | Никулино            | деревня | Получено слишком много сущностей из Викиданные. Количество загруженных сущностей: 500/500. |
| 105 | Новленское          | село    | Получено слишком много сущностей из Викиданные. Количество загруженных сущностей: 500/500. |
| 106 | Новое Жуково        | посёлок | Получено слишком много сущностей из Викиданные. Количество загруженных сущностей: 500/500. |
| 107 | Новоселки           | деревня | Получено слишком много сущностей из Викиданные. Количество загруженных сущностей: 500/500. |
| 108 | Обжериха            | село    | Получено слишком много сущностей из Викиданные. Количество загруженных сущностей: 500/500. |
| 109 | Овчинниково         | деревня | Получено слишком много сущностей из Викиданные. Количество загруженных сущностей: 500/500. |
| 110 | Олонино             | деревня | Получено слишком много сущностей из Викиданные. Количество загруженных сущностей: 500/500. |
| 111 | Остригаево          | деревня | Получено слишком много сущностей из Викиданные. Количество загруженных сущностей: 500/500. |
| 112 | Павлово             | деревня | Получено слишком много сущностей из Викиданные. Количество загруженных сущностей: 500/500. |
| 113 | Парниково           | деревня | Получено слишком много сущностей из Викиданные. Количество загруженных сущностей: 500/500. |
| 114 | Парфеново           | деревня | Получено слишком много сущностей из Викиданные. Количество загруженных сущностей: 500/500. |
| 115 | Пелевино            | деревня | Получено слишком много сущностей из Викиданные. Количество загруженных сущностей: 500/500. |
| 116 | Петрово             | деревня | Получено слишком много сущностей из Викиданные. Количество загруженных сущностей: 500/500. |
| 117 | Петушиха            | деревня | Получено слишком много сущностей из Викиданные. Количество загруженных сущностей: 500/500. |
| 118 | Пигарево            | деревня | Получено слишком много сущностей из Викиданные. Количество загруженных сущностей: 500/500. |
| 119 | Погорелка           | деревня | Получено слишком много сущностей из Викиданные. Количество загруженных сущностей: 500/500. |
| 120 | Подвязкино          | деревня | Получено слишком много сущностей из Викиданные. Количество загруженных сущностей: 500/500. |
| 121 | Посернятево         | деревня | Получено слишком много сущностей из Викиданные. Количество загруженных сущностей: 500/500. |
| 122 | Потаниха            | деревня | Получено слишком много сущностей из Викиданные. Количество загруженных сущностей: 500/500. |
| 123 | Потемкино           | деревня | Получено слишком много сущностей из Викиданные. Количество загруженных сущностей: 500/500. |
| 124 | Починки             | деревня | Получено слишком много сущностей из Викиданные. Количество загруженных сущностей: 500/500. |
| 125 | Прокино             | деревня | Получено слишком много сущностей из Викиданные. Количество загруженных сущностей: 500/500. |
| 126 | Раздьякониха        | деревня | Получено слишком много сущностей из Викиданные. Количество загруженных сущностей: 500/500. |
| 127 | Романово            | деревня | Получено слишком много сущностей из Викиданные. Количество загруженных сущностей: 500/500. |
| 128 | Ростоново           | деревня | Получено слишком много сущностей из Викиданные. Количество загруженных сущностей: 500/500. |
| 129 | Рошвенское          | деревня | Получено слишком много сущностей из Викиданные. Количество загруженных сущностей: 500/500. |
| 130 | Ручей               | деревня | Получено слишком много сущностей из Викиданные. Количество загруженных сущностей: 500/500. |
| 131 | Сантелево           | деревня | Получено слишком много сущностей из Викиданные. Количество загруженных сущностей: 500/500. |
| 132 | Сельцо              | деревня | Получено слишком много сущностей из Викиданные. Количество загруженных сущностей: 500/500. |
| 133 | Сельцо-Тюримово     | деревня | Получено слишком много сущностей из Викиданные. Количество загруженных сущностей: 500/500. |
| 134 | Сергеевка           | деревня | Получено слишком много сущностей из Викиданные. Количество загруженных сущностей: 500/500. |
| 135 | Середкино           | деревня | Получено слишком много сущностей из Викиданные. Количество загруженных сущностей: 500/500. |
| 136 | Середухино          | деревня | Получено слишком много сущностей из Викиданные. Количество загруженных сущностей: 500/500. |
| 137 | Скуратиха           | деревня | Получено слишком много сущностей из Викиданные. Количество загруженных сущностей: 500/500. |
| 138 | Смолиха             | деревня | Получено слишком много сущностей из Викиданные. Количество загруженных сущностей: 500/500. |
| 139 | Соболево            | село    | Получено слишком много сущностей из Викиданные. Количество загруженных сущностей: 500/500. |
| 140 | Содомово            | деревня | Получено слишком много сущностей из Викиданные. Количество загруженных сущностей: 500/500. |
| 141 | Спириха             | деревня | Получено слишком много сущностей из Викиданные. Количество загруженных сущностей: 500/500. |
| 142 | Стегаиха            | деревня | Получено слишком много сущностей из Викиданные. Количество загруженных сущностей: 500/500. |
| 143 | Сытное              | деревня | Получено слишком много сущностей из Викиданные. Количество загруженных сущностей: 500/500. |
| 144 | Талица              | село    | Получено слишком много сущностей из Викиданные. Количество загруженных сущностей: 500/500. |
| 145 | Тихон-Воля          | село    | Получено слишком много сущностей из Викиданные. Количество загруженных сущностей: 500/500. |
| 146 | Токарево            | деревня | Получено слишком много сущностей из Викиданные. Количество загруженных сущностей: 500/500. |
| 147 | Токарево            | деревня | Получено слишком много сущностей из Викиданные. Количество загруженных сущностей: 500/500. |
| 148 | Устиниха            | деревня | Получено слишком много сущностей из Викиданные. Количество загруженных сущностей: 500/500. |
| 149 | Федорково           | деревня | Получено слишком много сущностей из Викиданные. Количество загруженных сущностей: 500/500. |
| 150 | Филенка             | деревня | Получено слишком много сущностей из Викиданные. Количество загруженных сущностей: 500/500. |
| 151 | Хлопотиха           | деревня | Получено слишком много сущностей из Викиданные. Количество загруженных сущностей: 500/500. |
| 152 | Хохонино            | деревня | Получено слишком много сущностей из Викиданные. Количество загруженных сущностей: 500/500. |
| 153 | Царево              | деревня | Получено слишком много сущностей из Викиданные. Количество загруженных сущностей: 500/500. |
| 154 | Чертежи             | посёлок | Получено слишком много сущностей из Викиданные. Количество загруженных сущностей: 500/500. |
| 155 | Чеченево            | деревня | Получено слишком много сущностей из Викиданные. Количество загруженных сущностей: 500/500. |
| 156 | Чудь                | деревня | Получено слишком много сущностей из Викиданные. Количество загруженных сущностей: 500/500. |
| 157 | Чуркино Большое     | деревня | Получено слишком много сущностей из Викиданные. Количество загруженных сущностей: 500/500. |
| 158 | Шайски              | деревня | Получено слишком много сущностей из Викиданные. Количество загруженных сущностей: 500/500. |
| 159 | Шихово              | деревня | Получено слишком много сущностей из Викиданные. Количество загруженных сущностей: 500/500. |
| 160 | Щекотиха            | деревня | Получено слишком много сущностей из Викиданные. Количество загруженных сущностей: 500/500. |
| 161 | Юрьевец             | город   | Получено слишком много сущностей из Викиданные. Количество загруженных сущностей: 500/500. |
| 162 | Юрьево              | деревня | Получено слишком много сущностей из Викиданные. Количество загруженных сущностей: 500/500. |
| 163 | Якимиха             | деревня | Получено слишком много сущностей из Викиданные. Количество загруженных сущностей: 500/500. |
| 164 | Ямская              | деревня | Получено слишком много сущностей из Викиданные. Количество загруженных сущностей: 500/500. |
| 165 | Ярцево              | деревня | Получено слишком много сущностей из Викиданные. Количество загруженных сущностей: 500/500. |